# Mazda 626
Der Mazda 626 war ein Pkw-Modell des japanischen Herstellers Mazda. Er basierte auf dem in Japan unter dem Namen Mazda Capella angebotenen Modell des Herstellers.
Der 626 stellte in der Produktlinie des Konzerns das Mittelklassemodell dar. Er wurde ab Anfang 1979 hergestellt und im Sommer 2002 durch den Mazda6 ersetzt.
Der Mazda 626 wurde in Asien, Australien und Südafrika mit überarbeiteter Karosserie auch unter dem Namen Ford Telstar verkauft, was auf der wirtschaftlichen Beteiligung der Ford Motor Company am japanischen Hersteller Mazda beruhte.

## 626/Capella (CB2, 1979–1982)
Im Oktober 1978 stellte Mazda den Capella bzw. 626 vor, der ab Anfang 1979 mit Hinterradantrieb auf den meisten Märkten eingeführt wurde. Nach Deutschland gelangte er ab Februar 1979.

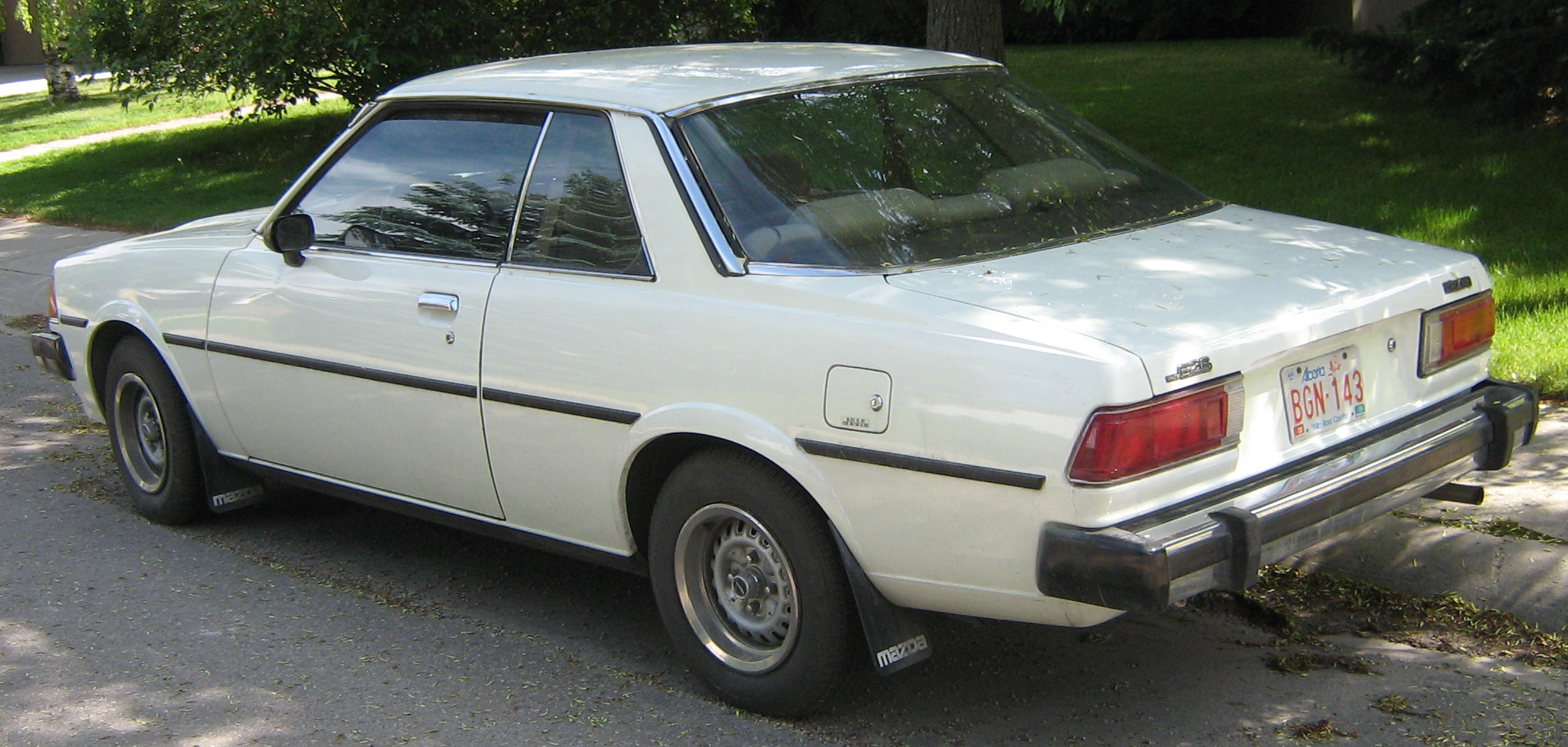
Mazda 626 Coupé (1979–1982)

Die erste Generation des Mazda 626 wurde als Limousine und als Coupé, jeweils mit Stufenheck, produziert. Sie war wahlweise mit einem 1,6-Liter-Reihenmotor mit 55 kW (75 PS) und einem 2,0-Liter-Motor mit einer Leistung von 66 kW (90 PS) erhältlich, in Japan auch mit einem 1,8-Liter-Vierzylinder. Die deutschen Preise begannen bei DM 12.690 für die 1,6-Liter-Limousine; der Zweiliter kostete 1000 DM, das Coupé jeweils 300 DM mehr.
Eine Neuerung war die geteilt umklappbare Rücksitzbank. In den USA verdoppelten sich nach Einführung des Mazda 626 die Verkaufszahlen von Mazda. Diese erste Generation wurde bis 1982 produziert.
Im November 1980 erhielt der 626 eine glattere Frontpartie mit bündig abschließenden Scheinwerfern, die Chromverzierungen und Rahmen verschwanden und es gab Detailverbesserungen an Technik und Ausstattung; das manuelle Fünfganggetriebe war nun auch beim 1600 serienmäßig.
Der Mazda 626 ist längst aus dem alltäglichen Straßenbild verschwunden; nur wenige Exemplare haben dem Lauf der Zeit trotzen können. Hohe Rostanfälligkeit, Probleme mit der Zylinderkopfdichtung, der Wertverlust bereits Ende der 1980er Jahre, die leider sehr geringe Akzeptanz in der europäischen Oldtimerszene und katastrophale Ersatzteillage sind als Hauptgründe zu nennen.
Der 626 wurde in Deutschland mit folgenden Motorenvarianten angeboten:
| Modell | Hubraum  | Ventile | Leistung      | max. Drehmoment     |
| ------ | -------- | ------- | ------------- | ------------------- |
| 1.6    | 1568 cm³ | 8       | 55 kW (75 PS) | 120 Nm bei 3800/min |
| 2.0    | 1970 cm³ | 8       | 66 kW (90 PS) | 159 Nm bei 2500/min |

| Mazda 626:                     | 1600 (EU)                                                                     | 1800 (Japan)                                                                  | 2000 (EU)                                                                     |
| ------------------------------ | ----------------------------------------------------------------------------- | ----------------------------------------------------------------------------- | ----------------------------------------------------------------------------- |
| Motor:                         | 4-Zylinder-Reihenmotor (Viertakt), vorne                                      | 4-Zylinder-Reihenmotor (Viertakt), vorne                                      | 4-Zylinder-Reihenmotor (Viertakt), vorne                                      |
| Hubraum:                       | 1586 cm³                                                                      | 1769 cm³                                                                      | 1970 cm³                                                                      |
| Bohrung × Hub:                 | 78 × 83 mm                                                                    | 80 × 88 mm                                                                    | 80 × 98 mm                                                                    |
| Leistung bei 1/min:            | 55 kW (75 PS) bei 5500                                                        | 73,5 kW (100 SAE-PS) bei 6000                                                 | 66 kW (90 PS) bei 4800                                                        |
| Max. Drehmoment bei 1/min:     | 120 Nm bei 3800                                                               | 149 Nm bei 4000                                                               | 159 Nm bei 2500                                                               |
| Verdichtung:                   | 8,6 : 1                                                                       | 8,6 : 1                                                                       | 8,6 : 1                                                                       |
| Gemischaufbereitung:           | ein Fallstrom-Doppelvergaser                                                  | ein Fallstrom-Doppelvergaser                                                  | ein Fallstrom-Doppelvergaser                                                  |
| Ventilsteuerung:               | hängende Ventile (obenliegende Nockenwelle, Kette), Leichtmetall-Zylinderkopf | hängende Ventile (obenliegende Nockenwelle, Kette), Leichtmetall-Zylinderkopf | hängende Ventile (obenliegende Nockenwelle, Kette), Leichtmetall-Zylinderkopf |
| Kühlung:                       | Wasserkühlung                                                                 | Wasserkühlung                                                                 | Wasserkühlung                                                                 |
| Getriebe:                      | 4- oder 5-Gang-Getriebe a.W. Dreigang-Automatik Hinterradantrieb              | 4- oder 5-Gang-Getriebe a.W. Dreigang-Automatik Hinterradantrieb              | 4- oder 5-Gang-Getriebe a.W. Dreigang-Automatik Hinterradantrieb              |
| Radaufhängung vorn:            | Federbeinachse, untere Querlenker, Schraubenfedern, Stabilisator              | Federbeinachse, untere Querlenker, Schraubenfedern, Stabilisator              | Federbeinachse, untere Querlenker, Schraubenfedern, Stabilisator              |
| Radaufhängung hinten:          | Starrachse, Längslenker, Panhardstab, Schraubenfedern, Stabilisator           | Starrachse, Längslenker, Panhardstab, Schraubenfedern, Stabilisator           | Starrachse, Längslenker, Panhardstab, Schraubenfedern, Stabilisator           |
| Karosserie:                    | Stahlblech, selbsttragend                                                     | Stahlblech, selbsttragend                                                     | Stahlblech, selbsttragend                                                     |
| Spurweite vorn/hinten:         | 1370/1380 mm                                                                  | 1370/1380 mm                                                                  | 1370/1380 mm                                                                  |
| Radstand:                      | 2510 mm                                                                       | 2510 mm                                                                       | 2510 mm                                                                       |
| Abmessungen:                   | 4305 (USA: 4415) × 1660 × 1345–1370 mm                                        | 4305 (USA: 4415) × 1660 × 1345–1370 mm                                        | 4305 (USA: 4415) × 1660 × 1345–1370 mm                                        |
| Leergewicht:                   | 1045 kg USA: 1165 kg                                                          | 995–1020 kg                                                                   | 1060 kg                                                                       |
| Höchstgeschwindigkeit (Werk):  | 160–165 km/h                                                                  | 165 km/h                                                                      | 170–175 km/h                                                                  |
| 0–100 km/h (Werk):             | 13,5 s                                                                        | n. a.                                                                         | 11,3 s                                                                        |
| Verbrauch (Liter/100 km, DIN): | 8,8 N                                                                         | ca. 8–13                                                                      | 9,1 N                                                                         |
| Preis:                         | ab DM 12.690 (02/79)                                                          | –                                                                             | ab DM 13.690 (02/79)                                                          |

## 626/Capella (GC, 1982–1987)
Ende 1982 brachte Mazda den 626 mit Frontantrieb auf den Markt. Die Autozeitschriften Motor Trend und Wheels magazine kürten den 626 zum „Importauto des Jahres 1983“. Der neue 626 war in der LX-Ausstattung mit einem 1,6-Liter-Motor mit 59 kW (80 PS) und in der GLX-Ausstattung mit einem 2,0-Liter-Motor mit 74 kW (100 PS) ausgestattet (Deutschland). In der Schweiz war nur der 2,0-Liter-Motor zu haben, welcher aufgrund unterschiedlicher Umweltvorschriften nur 70 kW (95 PS) leistete. Der Wagen war als viertüriges Stufenheck, fünftüriges Fließheck und zweitüriges Coupé lieferbar, jeweils in der LX- und GLX-Variante.
In einigen anderen europäischen Ländern, zum Beispiel in Frankreich, war auch die LX-Variante mit dem großen sowie die GLX-Variante mit dem kleinen Motor erhältlich. Der GLX war für europäische Verhältnisse der damaligen Zeit sehr gut ausgestattet. Sie verfügte serienmäßig über Extras wie vier elektrische Fensterheber (beim Coupé elektrisch betriebene Ausstellfenster hinten), Velourspolster und eine Zentralverriegelung. Diese Optionen waren damals sogar in Oberklassefahrzeugen größtenteils aufpreispflichtig. Optional gab es beim 626 im ersten Verkaufsjahr 1983 nur Metalliclack und die Servolenkung in Verbindung mit dem 2,0-Liter-Motor.
Äußerlich unterschied sich die 2,0-Liter-Version – unabhängig von der Ausstattungsvariante – durch größere Felgen (14 Zoll statt 13 Zoll) mit Rad-Vollzierblenden, breitere Reifen (185/70 HR 14 statt 165 SR 13) und einen aufgeklebten, seitlichen Zierstreifen von dem 1,6-Liter-Modell. Ab 1984 wurde dann auch ein Modell mit einem 2,0-Liter-Dieselmotor und 47 kW (64 PS) angeboten.
Ab Anfang 1986 bot Mazda nach einer Überarbeitung der Modellreihe auch eine GT-Ausführung mit einem 2,0-Liter-Motor und Saugrohreinspritzung an. Dieser hatte eine Leistung von 88 kW (120 PS) und als zusätzliche Ausstattung einen Geschwindigkeitsregler (Tempomat). Ebenfalls neu eingeführt wurde eine Katalysatorvariante (2.0i Kat) mit 66 kW (90 PS). Als Dieselantrieb war weiterhin ein 2,0-Liter-Motor mit 47 kW (64 PS) lieferbar. Als Karosserievarianten standen weiterhin eine Limousine mit Stufenheck und vier Türen, eine Limousine mit Schrägheck und fünf Türen sowie ein Coupé mit zwei Türen zur Wahl. Der 2,0-l-Motor mit 88 kW konnte mit jeder Karosserievariante kombiniert werden. Mit der Überarbeitung entfiel die 1,6-l-Maschine für das Coupé.

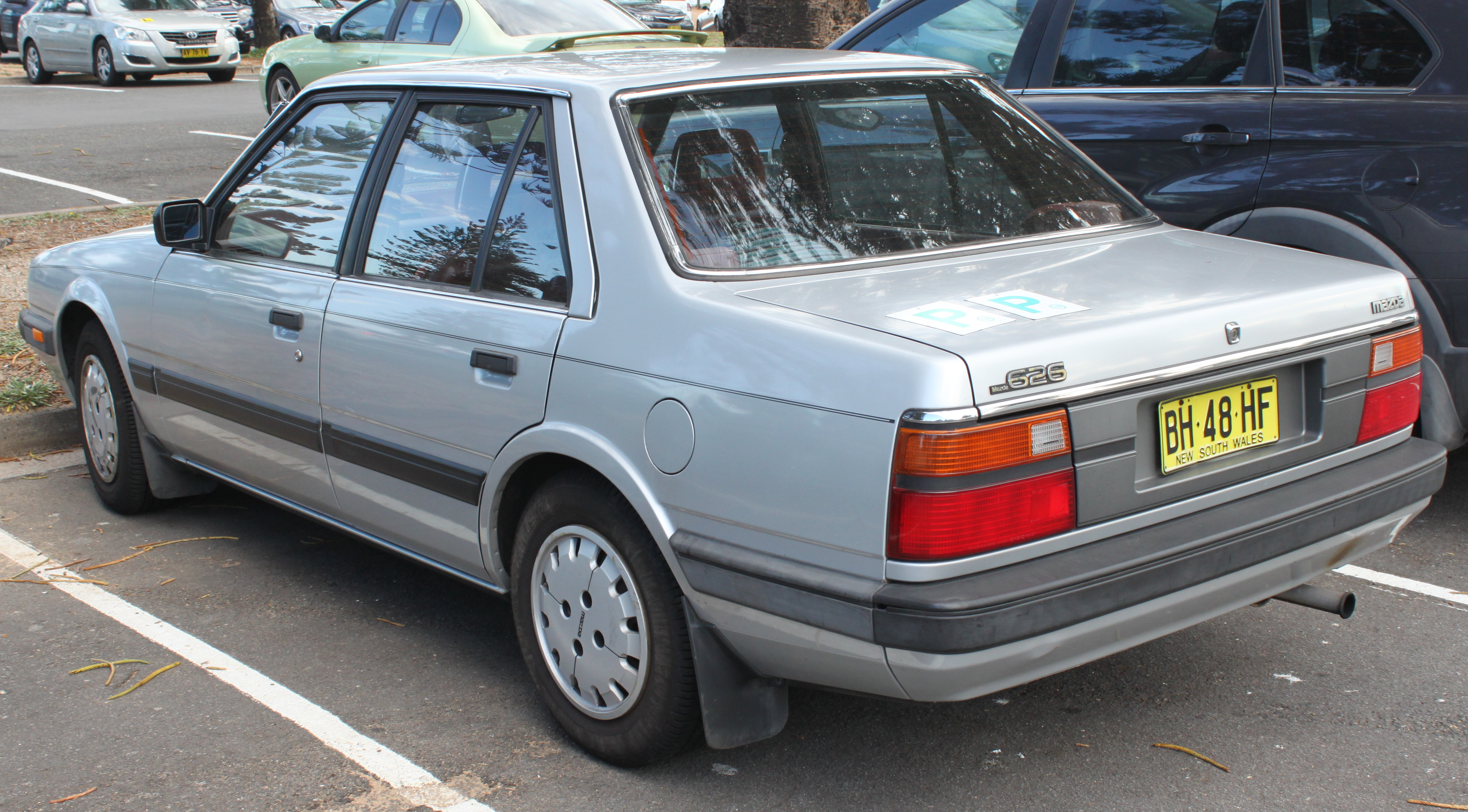
Heckansicht
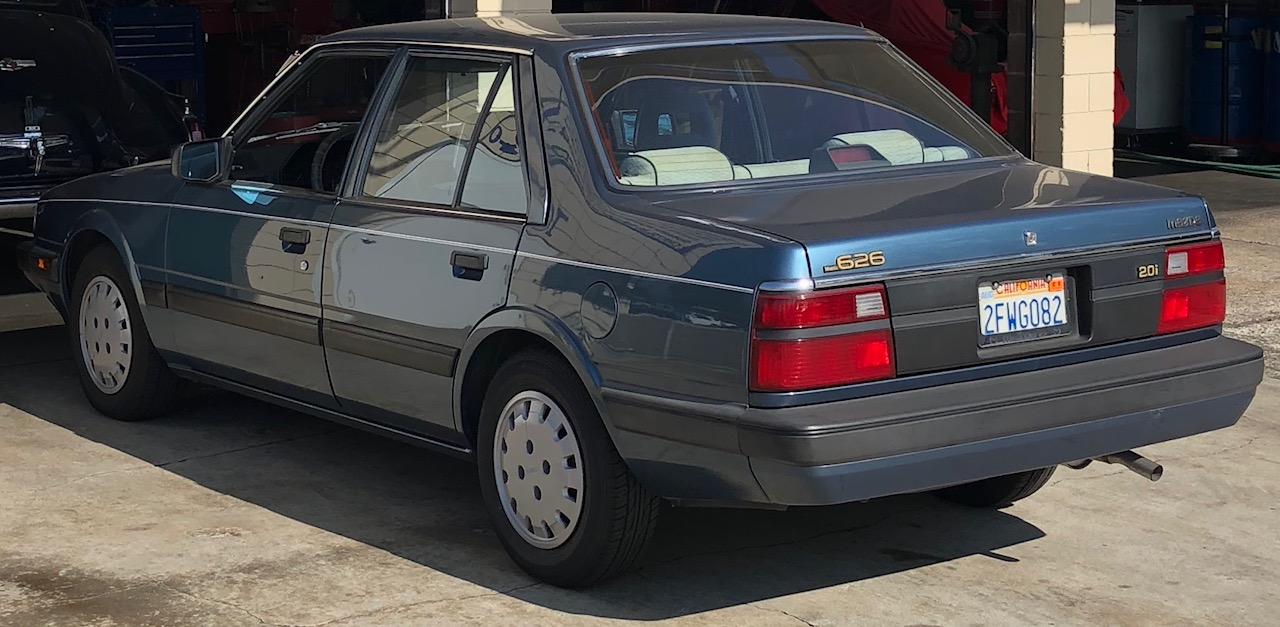
Heckansicht (US-Modell)
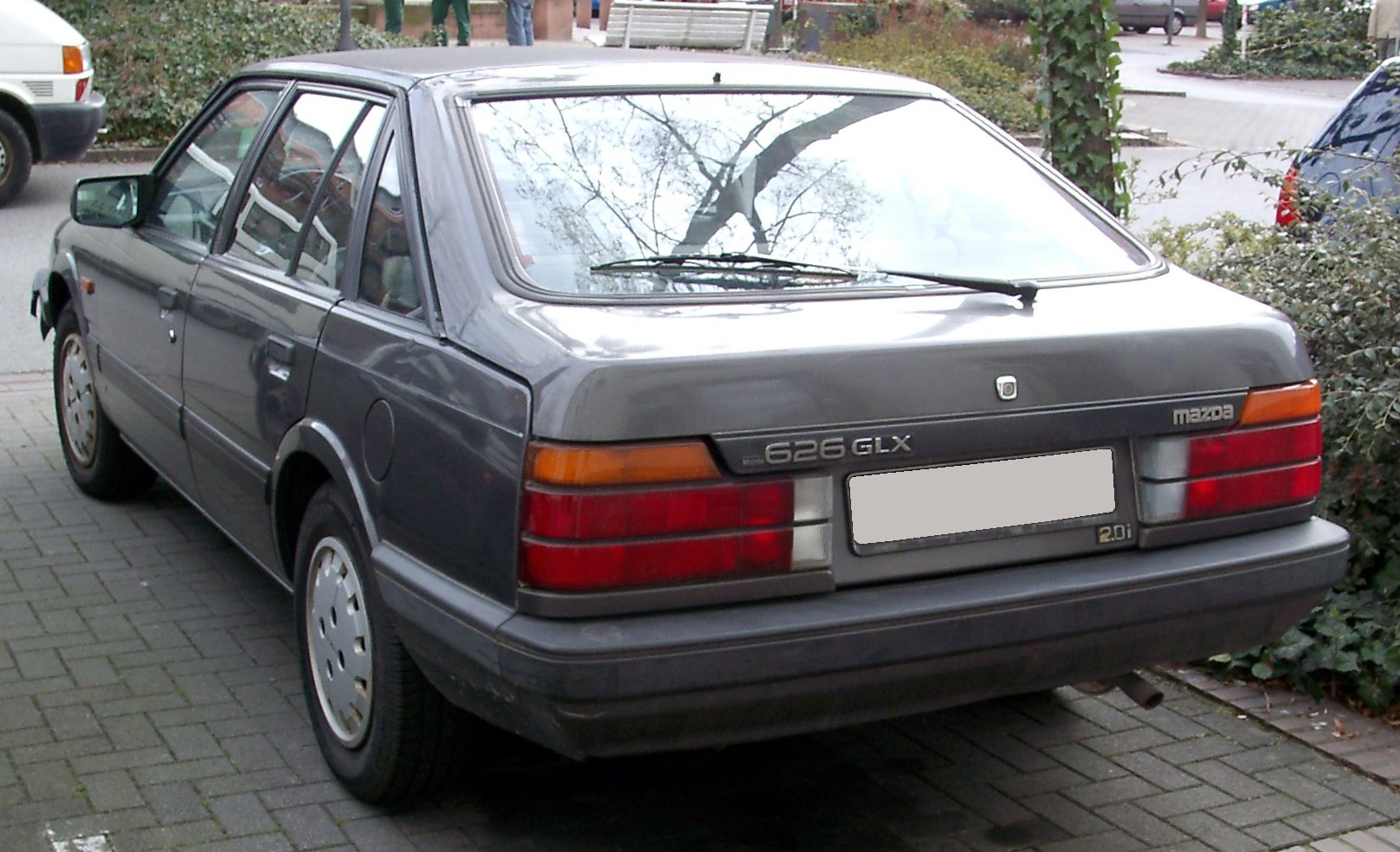
Mazda 626 Schrägheck (1982–1987)
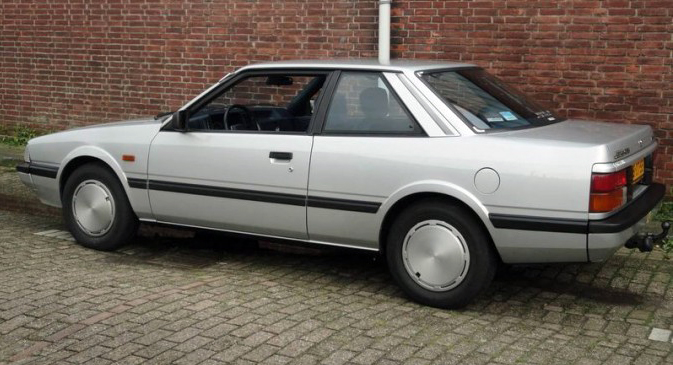
Mazda 626 Coupé (1982–1987)

Der 626 wurde mit folgenden Motorenvarianten angeboten:
| Modell                 | Hubraum  | Zylinder/Ventile | Leistung                      | max. Drehmoment     |
| ---------------------- | -------- | ---------------- | ----------------------------- | ------------------- |
| 1.6 LX                 | 1576 cm³ | 4/8              | 60 kW (82 PS) bei 5500/min    | 122 Nm bei 3800/min |
| 2.0i GLX (Katalysator) | 1984 cm³ | 4/8              | 66 kW (90 PS) bei 5000/min    | 153 Nm bei 2500/min |
| 2.0 GLX                | 1984 cm³ | 4/8              | 75 kW (102 PS) 1 bei 5600/min | 159 Nm bei 3700/min |
| 2.0i GT                | 1984 cm³ | 4/8              | 88 kW (120 PS) bei 5400/min   | 171 Nm bei 4000/min |
| Diesel                 |          |                  |                               |                     |
| 2.0 LX Diesel          | 1998 cm³ | 4/8              | 47 kW (64 PS) bei 4650/min    | 120 Nm bei 2750/min |

### Kia Concord / Capital
Ab 1987 übernahm Kia Motors die Produktionsanlagen und baute das Modell unter Lizenz als Kia Concord mit den Benzinmotoren von Mazda (ab zwei Litern Hubraum) sowie dem 2,0-l-Dieselmotor. 1989 kam der Kia Capital dazu der mit dem 1,5-Liter-Benzinmotor ausgestattet war und eine preiswertere Alternative darstellen sollte.
1991 erhielt er ein Facelift und verfügte nun über den 1,8-l-Motor, der nun im Concord nicht mehr angeboten wurde.
1995 beendete Kia die Produktion des Concord, dessen Position der Kia Credos als Nachfolger einnahm. Der Capital lief 1996 aus. Das Segment wurde fortan durch den Kia Sephia mitbesetzt.

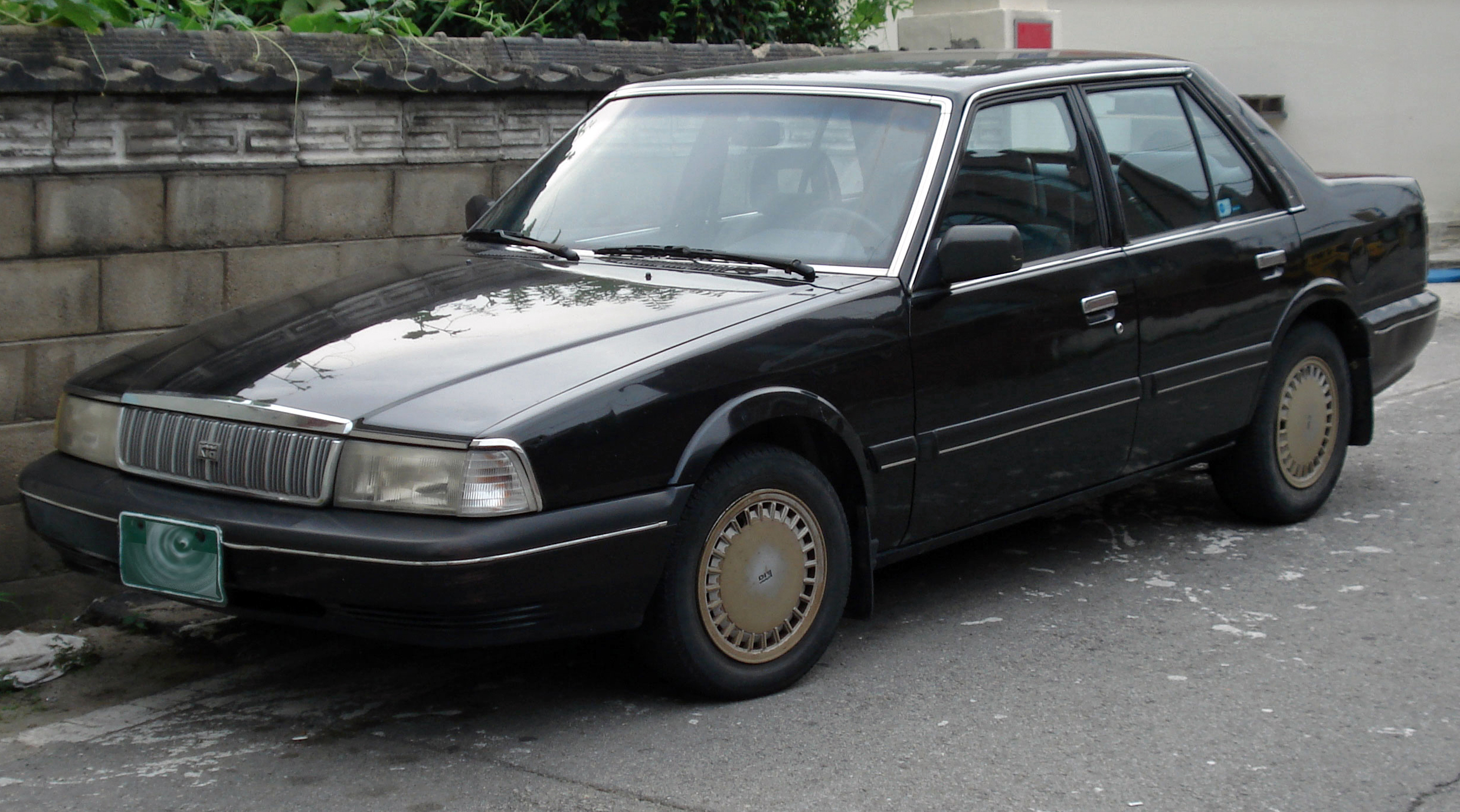
Kia Concord (1987–1995)
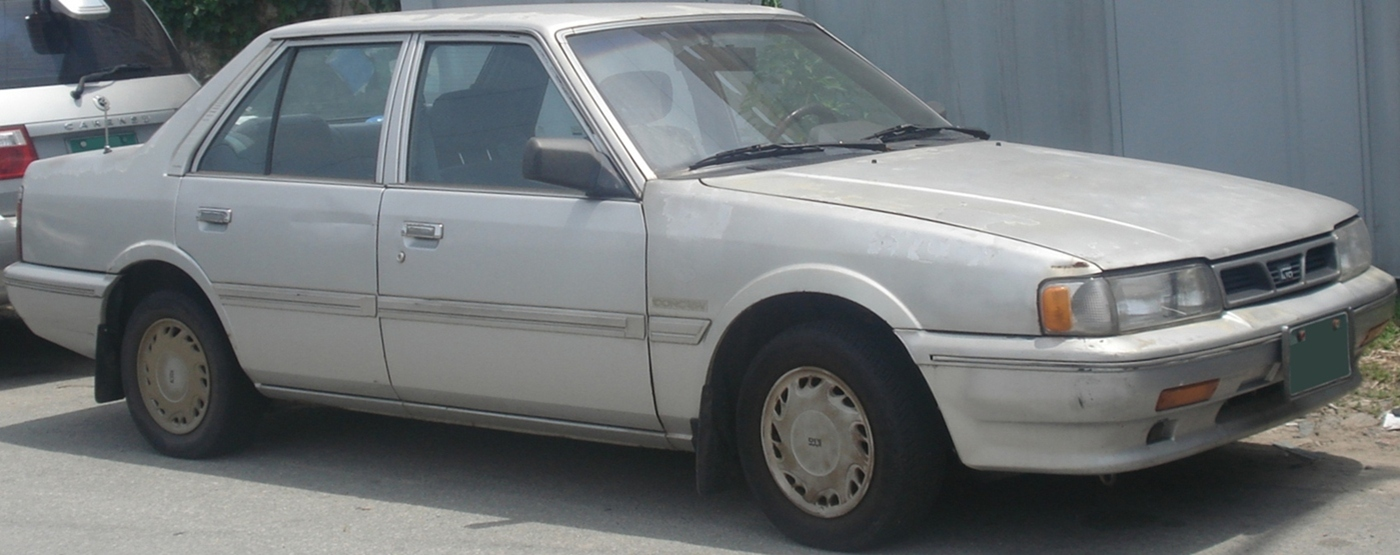
Kia Capital (1989–1996)

## 626/Capella (GD/GV, 1987–1992)
Im August 1987 wurde das neue 626-Modell in der Weltpresse vorgestellt. Der neue Mazda 626 kam im Oktober 1987 auf den deutschen Markt. Dieser war als Stufen- sowie Schräghecklimousine, als Coupé (in anderen Ländern auch als Mazda MX-6) und ab Sommer 1988 in Deutschland auch als Kombi erhältlich, welcher nach der Ablösung der Limousine im Frühjahr 1992 weiterhin parallel mit dem Nachfolger bis Sommer 1997 weitergebaut wurde.
Es wurden wieder die bekannten 2,0-Liter-Ottomotoren verwendet. Im LX als 2,0 Liter mit Vergaser und 66 kW (90 PS) mit ungeregeltem Katalysator, im GLX als 2.0i mit geregeltem Drei-Wege-Katalysator und ebenfalls 66 kW (90 PS). Zum Modelljahr 1990 wurde der LX dann auch zum 2.0i mit geregeltem Drei-Wege-Katalysator, so dass es fortan nur noch Unterschiede in der Ausstattung gab. Zusätzlich gab es das Fahrzeug mit dem 2.2i-12V mit 85 kW (116 PS) in der GLX-Variante und als 2.0i-16V mit 103 kW (140 PS) als GT-Variante. In Deutschland war der 2.0-12V mit 79 kW (107 PS) nur kurze Zeit auf dem Markt, da dieser keinen Katalysator besaß und aufgrund der damaligen Kfz-Besteuerung mehr im Unterhalt kostet. Auch nur sehr kurzzeitig (bis zum Modelljahr 1989) war die GT-Variante als 4-türiges Stufenheck erhältlich. Des Weiteren gab es einen 2,0-Liter-Diesel mit 44 kW (60 PS).
Zum Modelljahr 1990 wurde der 626 2.2i-12V auch als 4WD allradgetriebenes Fahrzeug verkauft, es konnte ABS gegen Aufpreis geordert werden. In Japan wurde das Modell als Capella verkauft und bis 1996 produziert. Es gab eine Version mit 5-Gang-Schaltgetriebe und eine mit 4-Gang-Automatikgetriebe.
Dieser 626 ist das erste japanische Fahrzeug, dem es gelang, einen Vergleichstest in der Zeitschrift Auto, Motor und Sport zu gewinnen. Bei dem Test (Heft 21/1987) wurde das Fahrzeug im Mai 1987 mit den Konkurrenten Audi 80, Peugeot 405, Renault 21 und Ford Sierra verglichen.
Für diese Baureihe war erstmals bei Mazda das System namens 4WS in der GT-Ausstattungsvariante erhältlich. Es sorgte für verbesserte Kurvenstabilität, indem es die Hinterräder geschwindigkeitsabhängig zu den Vorderrädern lenkte. Das System war bereits mit Einführung der Modellreihe im Herbst 1987 fertig entwickelt. In Deutschland gab es allerdings aufgrund der elektronischen Regelung vorerst keine Freigabe. Erst im Laufe des Jahres 1988 erhielt das 4WS-System eine Freigabe durch die zuständigen Behörden.

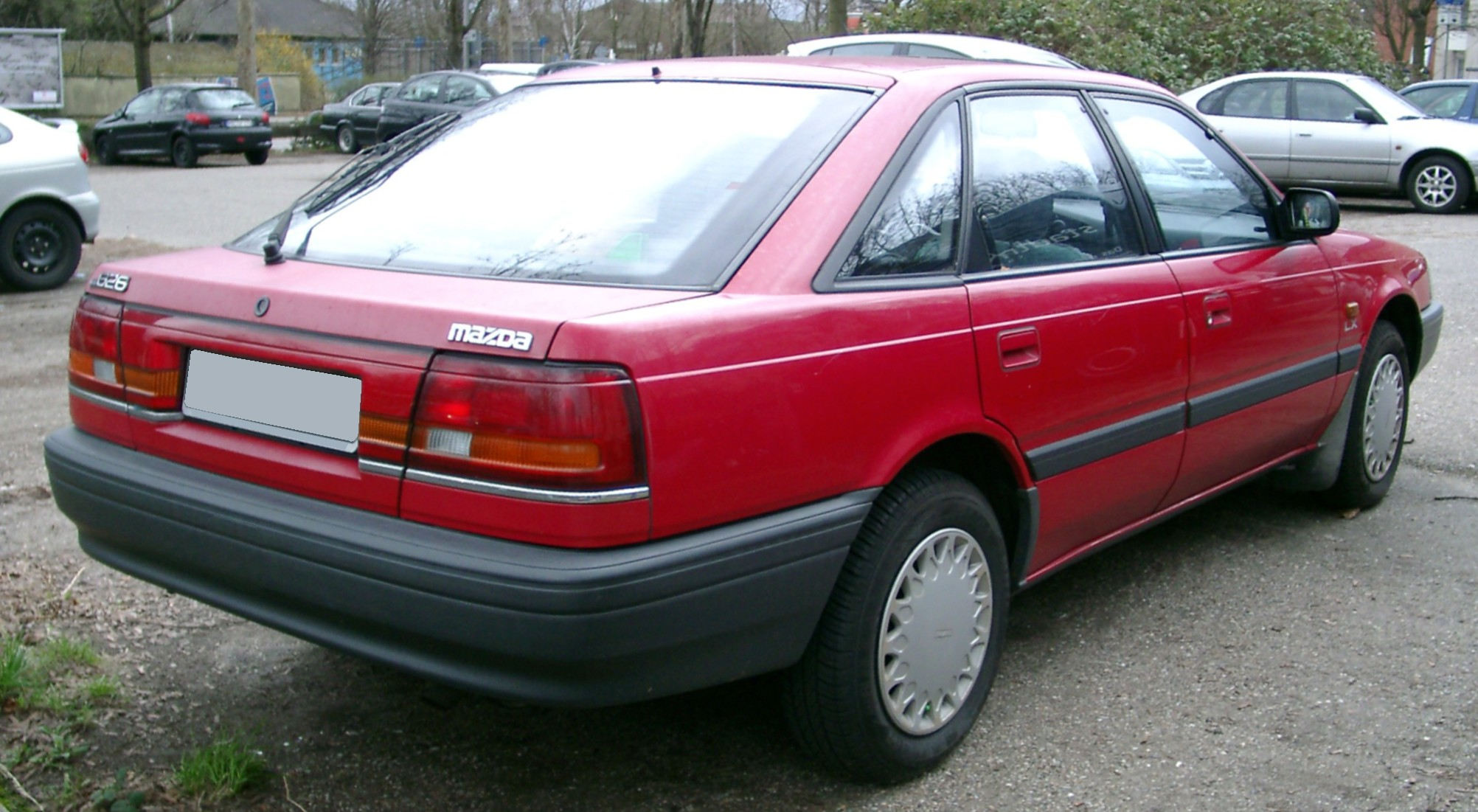
Heckansicht
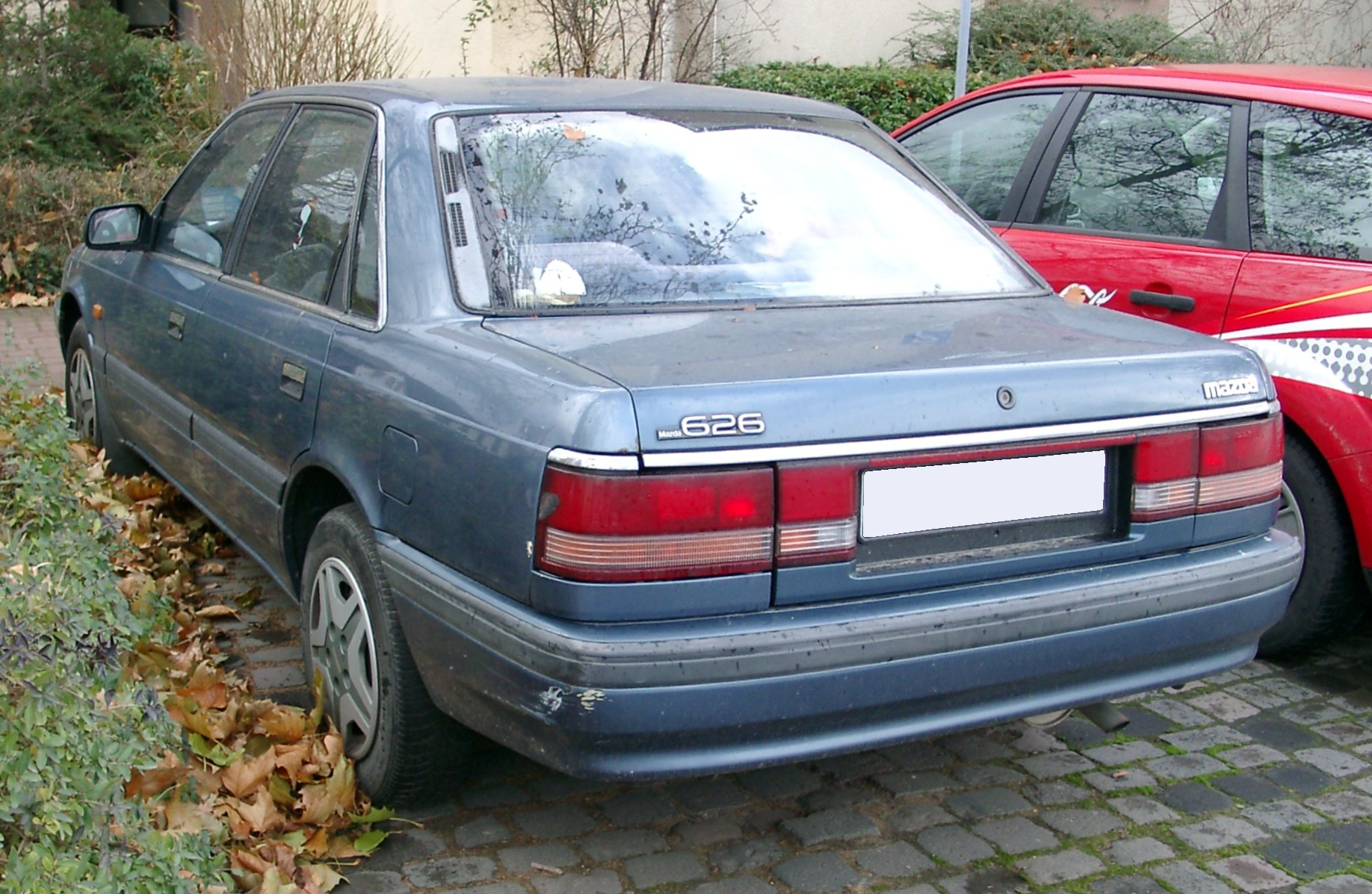
Mazda 626 Stufenheck (1987–1992)
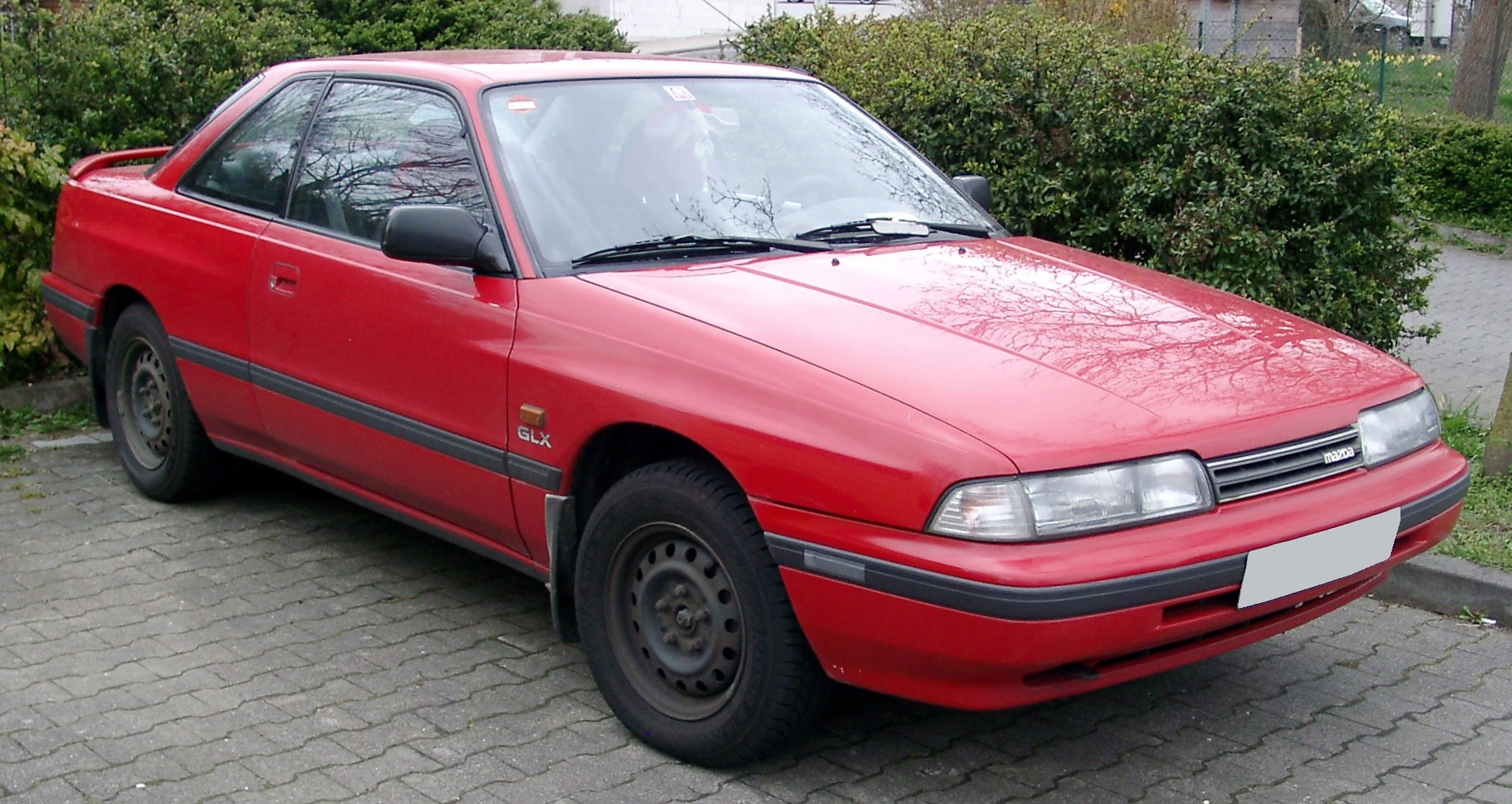
Mazda 626 Coupé (1987–1992)
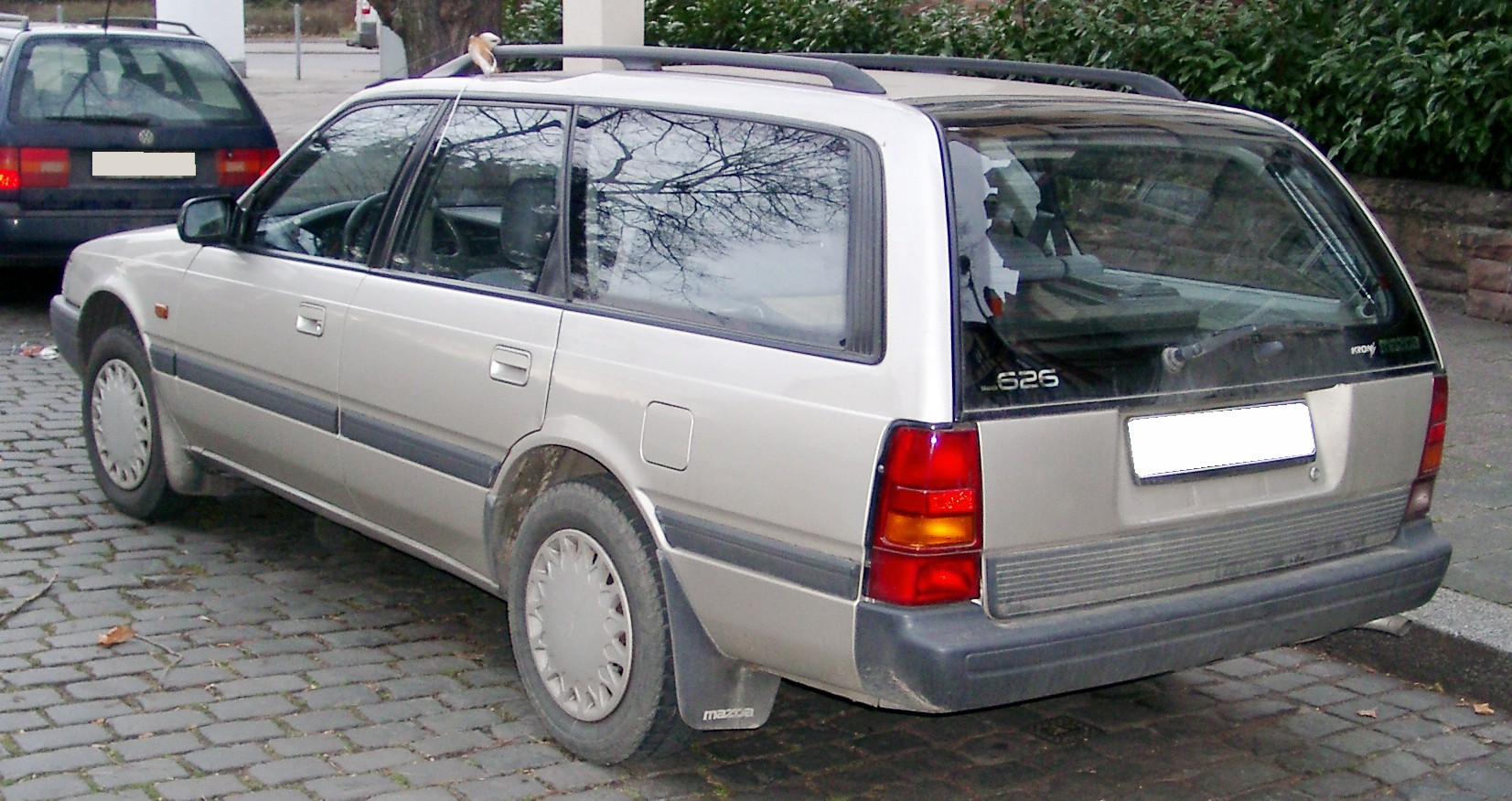
Mazda 626 Kombi (1988–1997)

### Technische Daten
|                                             | 2.0                   | 2.0i                       | 2.0-12V               | 2.0i-16V               | 2.2i-12V               | 2.2i-12V Turbo         | 2.0 Diesel                 | 2.0 Diesel Comprex         |
| Bauzeitraum                                 | 10.1987–01.1990       | 10.1987–07.1997            | 10.1987–12.1988       | 10.1987–07.1991        | 10.1987–07.1997        | 10.1987–07.1991        | 10.1987–07.1991            | 10.1987–07.1991            |
| Motorkenndaten                              |                       |                            |                       |                        |                        |                        |                            |                            |
| Motortyp                                    | R4-Ottomotor          | R4-Ottomotor               | R4-Ottomotor          | R4-Ottomotor           | R4-Ottomotor           | R4-Ottomotor           | R4-Dieselmotor             | R4-Dieselmotor             |
| Anzahl Ventile pro Zylinder                 | 2                     | 2                          | 3                     | 4                      | 3                      | 3                      | 2                          | 2                          |
| Ventilsteuerung                             | OHC, Zahnriemen       | OHC, Zahnriemen            | OHC, Zahnriemen       | DOHC, Zahnriemen       | OHC, Zahnriemen        | OHC, Zahnriemen        | OHC, Zahnriemen            | OHC, Zahnriemen            |
| Gemischaufbereitung                         | Vergaser              | Saugrohreinspritzung       | Vergaser              | Saugrohr- einspritzung | Saugrohr- einspritzung | Saugrohr- einspritzung | Wirbelkammer- einspritzung | Wirbelkammer- einspritzung |
| Motoraufladung                              | –                     | –                          | –                     | –                      | –                      | Turbolader             | –                          | Comprex-Lader              |
| Kühlung                                     | Wasserkühlung         | Wasserkühlung              | Wasserkühlung         | Wasserkühlung          | Wasserkühlung          | Wasserkühlung          | Wasserkühlung              | Wasserkühlung              |
| Bohrung × Hub                               | 86,0 mm × 86,0 mm     | 86,0 mm × 86,0 mm          | 86,0 mm × 86,0 mm     | 86,0 mm × 86,0 mm      | 86,0 mm × 94,0 mm      | 86,0 mm × 94,0 mm      | 86,0 mm × 86,0 mm          | 86,0 mm × 86,0 mm          |
| Hubraum                                     | 1998 cm³              | 1998 cm³                   | 1998 cm³              | 1998 cm³               | 2184 cm³               | 2184 cm³               | 1998 cm³                   | 1998 cm³                   |
| Verdichtungsverhältnis                      | 8,6:1                 | 8,6:1                      | 10,0:1                | 9,5:1                  | 8,6:1                  | 8,6:1                  | 22,7:1                     | 22,7:1                     |
| max. Leistung bei 1/min                     | 66 kW (90 PS) /5200   | 66 kW (90 PS) /5000        | 79 kW (107 PS) /5300  | 103 kW (140 PS) /6000  | 85 kW (115 PS) /5000   | 108 kW (147 PS) /4300  | 44 kW (60 PS) /4000        | 60 kW (82 PS) /4000        |
| max. Drehmoment bei 1/min                   | 150 Nm /3400          | 153 Nm /2500               | 162 Nm /3300          | 173 Nm /4000           | 180 Nm /3900           | 258 Nm /3500           | 119 Nm /2750               | 181 Nm /2000               |
| Kraftübertragung                            |                       |                            |                       |                        |                        |                        |                            |                            |
| Antrieb, serienmäßig                        | Vorderradantrieb      | Vorderradantrieb           | Vorderradantrieb      | Vorderradantrieb       | Vorderradantrieb       | Vorderradantrieb       | Vorderradantrieb           | Vorderradantrieb           |
| Antrieb, optional                           | –                     | –                          | –                     | –                      | Allradantrieb          | Allradantrieb          | –                          | –                          |
| Getriebe, serienmäßig                       | 5-Gang-Schaltgetriebe | 5-Gang-Schaltgetriebe      | 5-Gang-Schaltgetriebe | 5-Gang-Schaltgetriebe  | 5-Gang-Schaltgetriebe  | 5-Gang-Schaltgetriebe  | 5-Gang-Schaltgetriebe      | 5-Gang-Schaltgetriebe      |
| Getriebe, optional                          | –                     | 4-Stufen-Automatikgetriebe | –                     | –                      | –                      | –                      | –                          | –                          |
| Messwerte                                   |                       |                            |                       |                        |                        |                        |                            |                            |
| Höchstgeschwindigkeit                       | 176 km/h              | 175 km/h                   | 186 km/h              | 204 km/h               | 182 km/h               | 225 km/h               | 152 km/h                   | -                          |
| Kraftstoffverbrauch auf 100 km (kombiniert) | 8,8 l N               | 8,5 l N                    | 8,1 l S               | 8,8 l S                | 8,5 l N                | 8,5 l S                | 6,4 l D                    | 6,2 l D                    |

- Die Verfügbarkeit der Motoren war von Modell, Ausstattung und Markt abhängig.

## 626/Capella/Cronos (Efini MS6 GE, 1992–1997)
Der Anfang 1992 als Schräg- und Stufenhecklimousine vorgestellte Mazda 626 wurde stark überarbeitet. Parallel dazu wurde die Kombivariante der dritten Generation weiter angeboten, während das Coupé entfiel. Stattdessen stellte Mazda den Mazda MX-6 vor, der auf der Bodengruppe des Mazda 626 aufbaute und dessen Technik auch im Ford Probe verbaut wurde. Die Limousine wurde in Japan unter dem Namen Mazda Cronos angeboten. Mit etwas luxuriöserer Ausstattung war das Modell in Japan auch als ein Ẽfini erhältlich.
1996 gab es ein kleines Facelift, bei dem unter anderem der Kühlergrill in der Front überarbeitet wurde.
Das Auto erhielt ein sportlicher wirkendes Äußeres, das von der eher konservativen Zielgruppe nicht sehr gut angenommen wurde. Besonders die Schräghecklimousine mit einem in die Heckklappe integrierten Heckspoiler galt optisch als gewöhnungsbedürftig. Das Auto war für damalige Verhältnisse für seine Klasse auch zu groß und zu teuer geraten, wodurch diese Modellgeneration kein großer Verkaufserfolg wurde.

Die Vierradlenkung 4WS wurde in dieser Baureihe letztmals verbaut. Auch im MX-6 kam sie noch zum Einsatz.

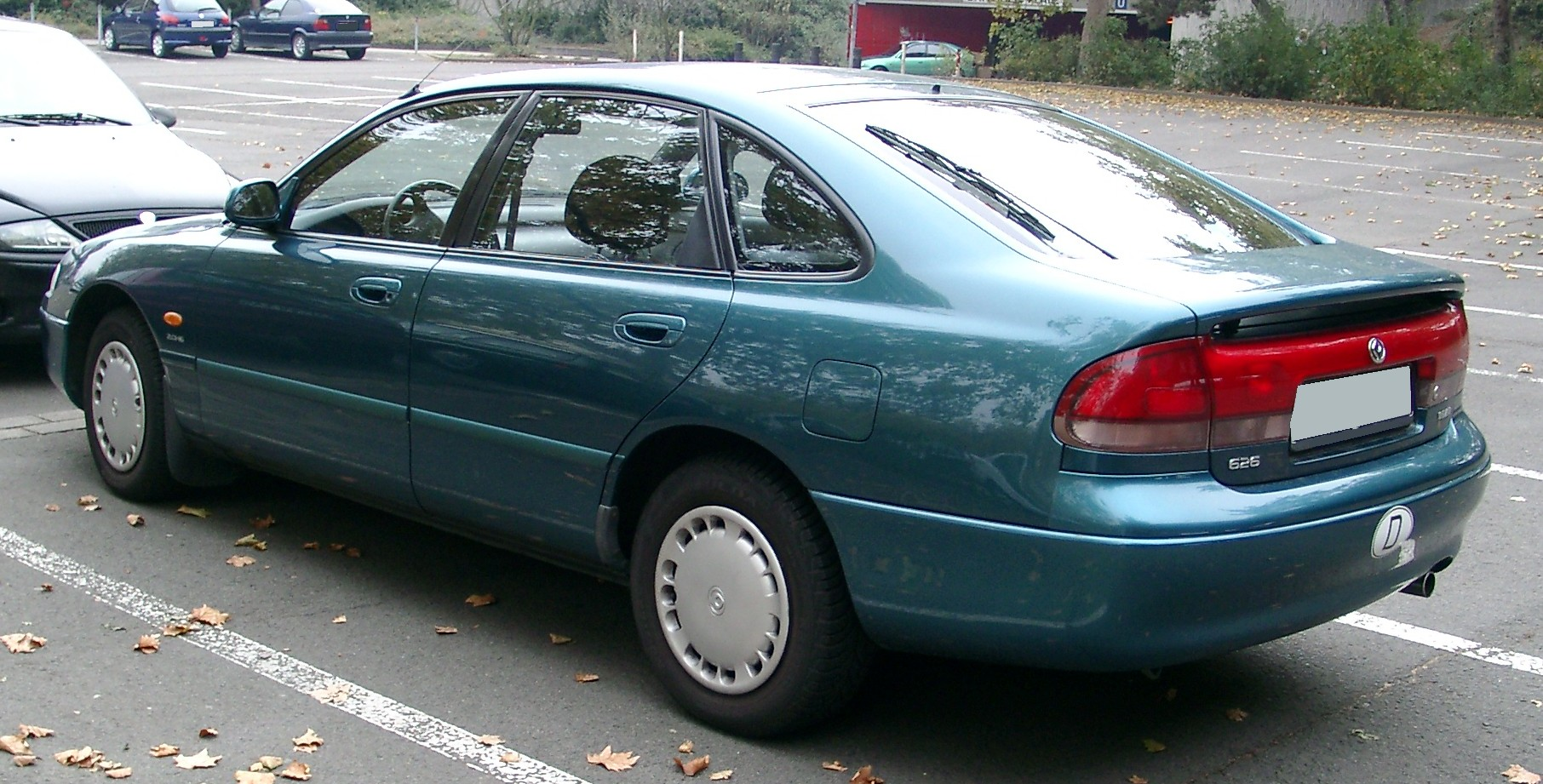
Ungewöhnlich: der in die Heckklappe integrierte Heckspoiler beim 626 Schrägheck
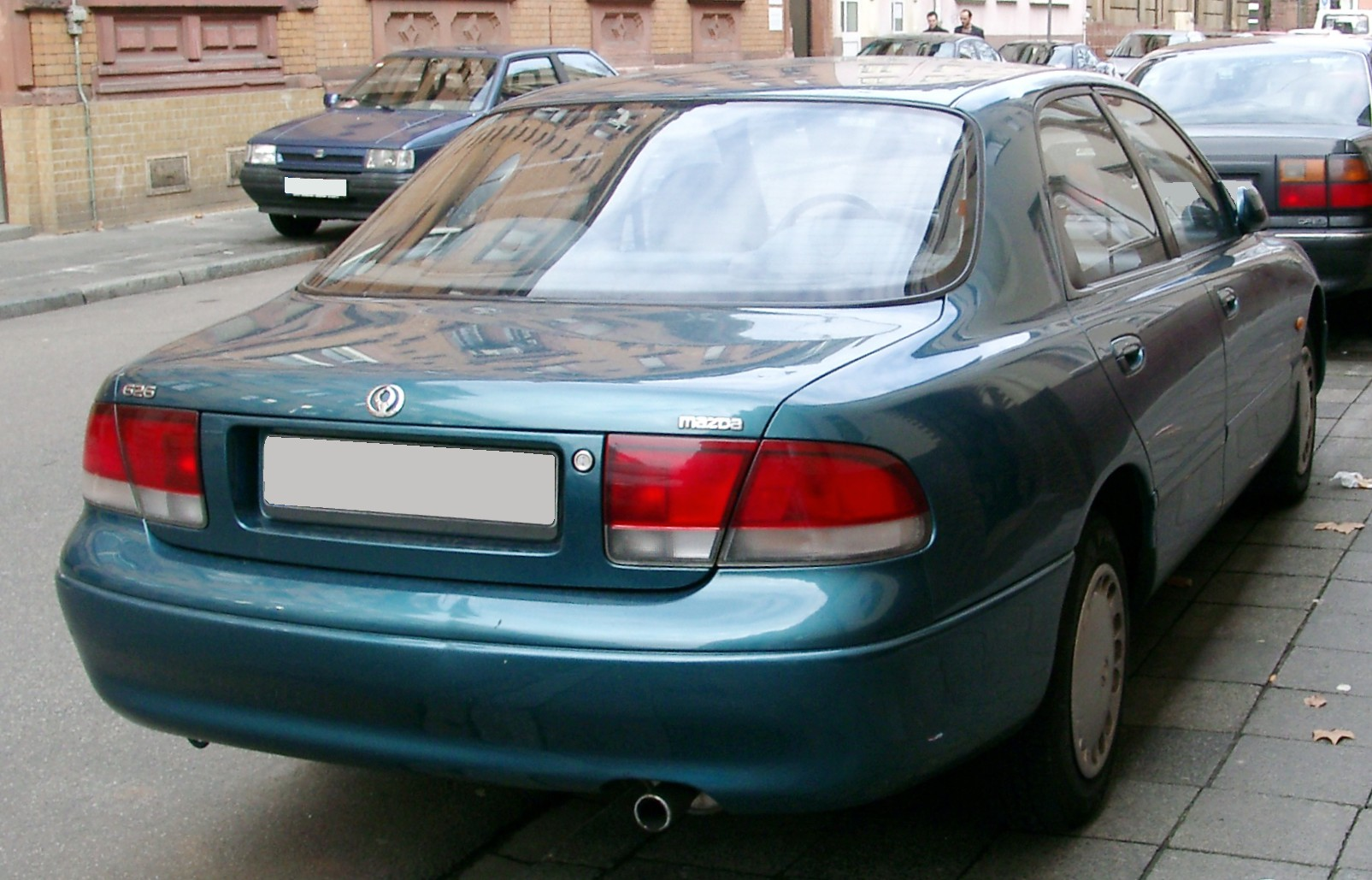
Heckansicht Stufenheck
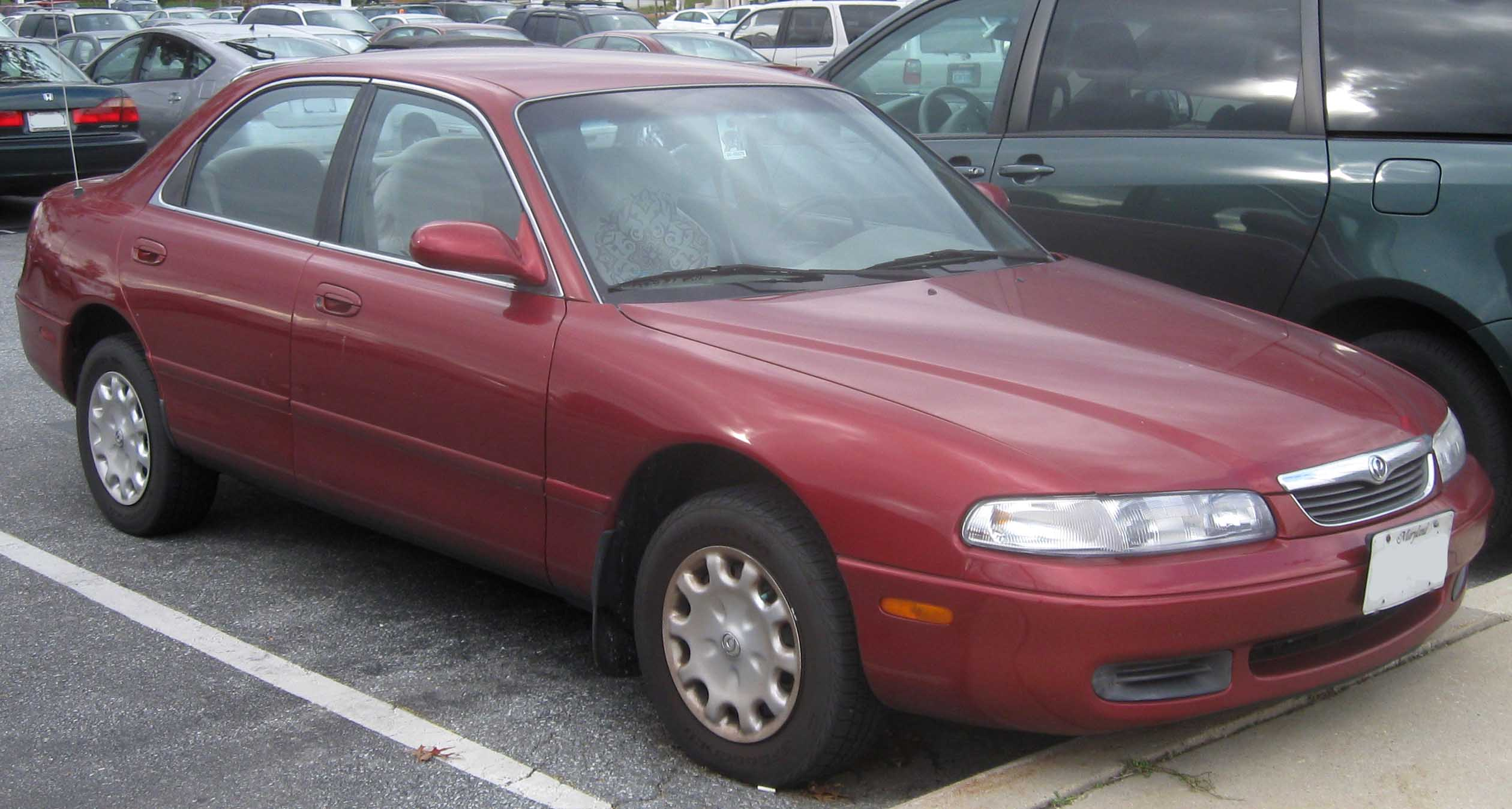
Facelift (1996)

### Technische Daten
|                                             | 1.9i                  | 1.9i                  | 2.0i                       | 2.5i V6                        | 2.0 Diesel                 |
| Bauzeitraum                                 | 10.1994–04.1997       | 01.1992–09.1994       | 01.1992–04.1997            | 01.1992–04.1997                | 01.1992–04.1997            |
| Motorkenndaten                              |                       |                       |                            |                                |                            |
| Motorkennung                                | FP                    | FP                    | FS                         | KL-DE                          | RF                         |
| Motortyp                                    | R4-Ottomotor          | R4-Ottomotor          | R4-Ottomotor               | V6-Ottomotor                   | R4-Dieselmotor             |
| Anzahl Ventile pro Zylinder                 | 4                     | 4                     | 4                          | 4                              | 2                          |
| Ventilsteuerung                             | DOHC, Zahnriemen      | DOHC, Zahnriemen      | DOHC, Zahnriemen           | 2 × DOHC, Zahnräder/Zahnriemen | OHC, Zahnriemen            |
| Gemischaufbereitung                         | Saugrohreinspritzung  | Saugrohreinspritzung  | Saugrohreinspritzung       | Saugrohreinspritzung           | Wirbelkammer- einspritzung |
| Motoraufladung                              | –                     | –                     | –                          | –                              | Druckwellenlader           |
| Kühlung                                     | Wasserkühlung         | Wasserkühlung         | Wasserkühlung              | Wasserkühlung                  | Wasserkühlung              |
| Bohrung × Hub                               | 83,0 mm × 85,0 mm     | 83,0 mm × 85,0 mm     | 83,0 mm × 92,0 mm          | 84,5 mm × 74,2 mm              | 86,0 mm × 86,0 mm          |
| Hubraum                                     | 1840 cm³              | 1840 cm³              | 1991 cm³                   | 2497 cm³                       | 1998 cm³                   |
| Verdichtungsverhältnis                      | 9,6:1                 | 9,0:1                 | 9,0:1                      | 9,2:1                          | 21,1:1                     |
| max. Leistung bei 1/min                     | 66 kW (90 PS) /5500   | 77 kW (105 PS) /5500  | 85 kW (115 PS) /5500       | 121 kW (165 PS) /5600          | 55 kW (75 PS) /4000        |
| max. Drehmoment bei 1/min                   | 143 Nm /2500          | 155 Nm /4300          | 170 Nm /4500               | 217 Nm /4800                   | 169 Nm /2000               |
| Kraftübertragung                            |                       |                       |                            |                                |                            |
| Antrieb, serienmäßig                        | Vorderradantrieb      | Vorderradantrieb      | Vorderradantrieb           | Vorderradantrieb               | Vorderradantrieb           |
| Antrieb, optional                           | –                     | –                     | Allradantrieb              | –                              | –                          |
| Getriebe, serienmäßig                       | 5-Gang-Schaltgetriebe | 5-Gang-Schaltgetriebe | 5-Gang-Schaltgetriebe      | 5-Gang-Schaltgetriebe          | 5-Gang-Schaltgetriebe      |
| Getriebe, optional                          | –                     | –                     | 4-Stufen-Automatikgetriebe | 4-Stufen-Automatikgetriebe     | –                          |
| Messwerte                                   |                       |                       |                            |                                |                            |
| Höchstgeschwindigkeit                       | 181 km/h              | 191 km/h              | 200 km/h (186 km/h)        | 220 km/h (207 km/h)            | 161 km/h                   |
| Beschleunigung, 0–100 km/h                  | 12,6 s                | 11,9 s                | 10,4 s (12,4 s)            | 8,5 s (10,2 s)                 | 14,7 s                     |
| Kraftstoffverbrauch auf 100 km (kombiniert) | 7,5 l N               | 7,4 l N               | 7,7 l N (8,3 l N)          | 9,3 l S (9,6 l S)              | 6,8 l D                    |
| Quelle:                                     |                       |                       |                            |                                |                            |

1. ↑  Werte in runden Klammern („( )“) für Automatikgetriebe.

- Die Verfügbarkeit der Motoren war von Modell, Ausstattung und Markt abhängig.

## 626/Capella (GF/GW, 1997–2002)
Ab April 1997 wurde mit der fünften 626-Generation das letzte Modell mit dieser Bezeichnung angeboten. Als Karosserievarianten waren wieder eine Stufen- und eine Schräghecklimousine (GF) lieferbar, zu denen sich ab Januar 1998 auch ein neuer Kombi (GW) gesellte. Im Gegensatz zum Vorgängermodell war dieser Kombi wie die Limousinen eine Neuentwicklung.

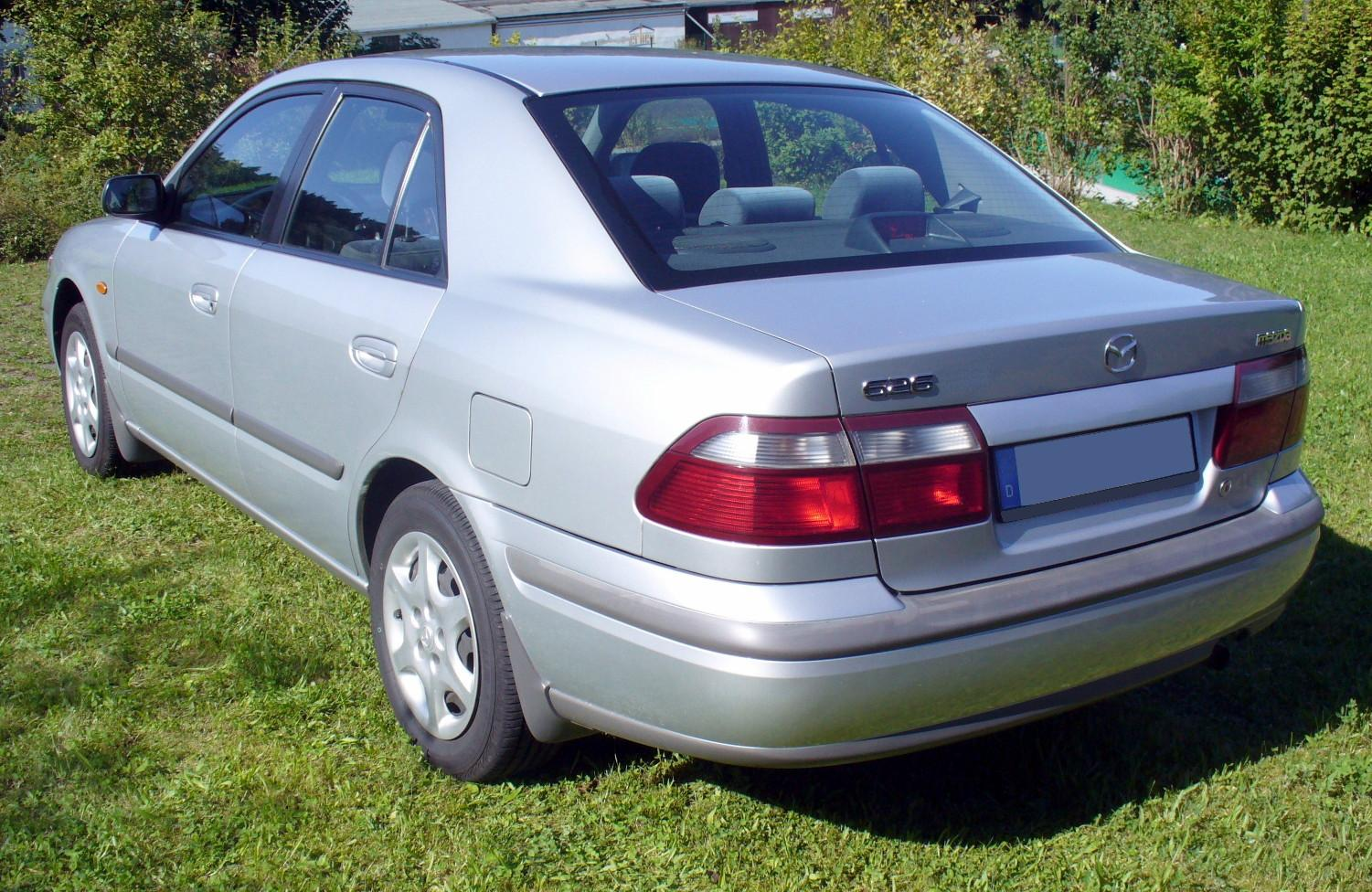
Heckansicht
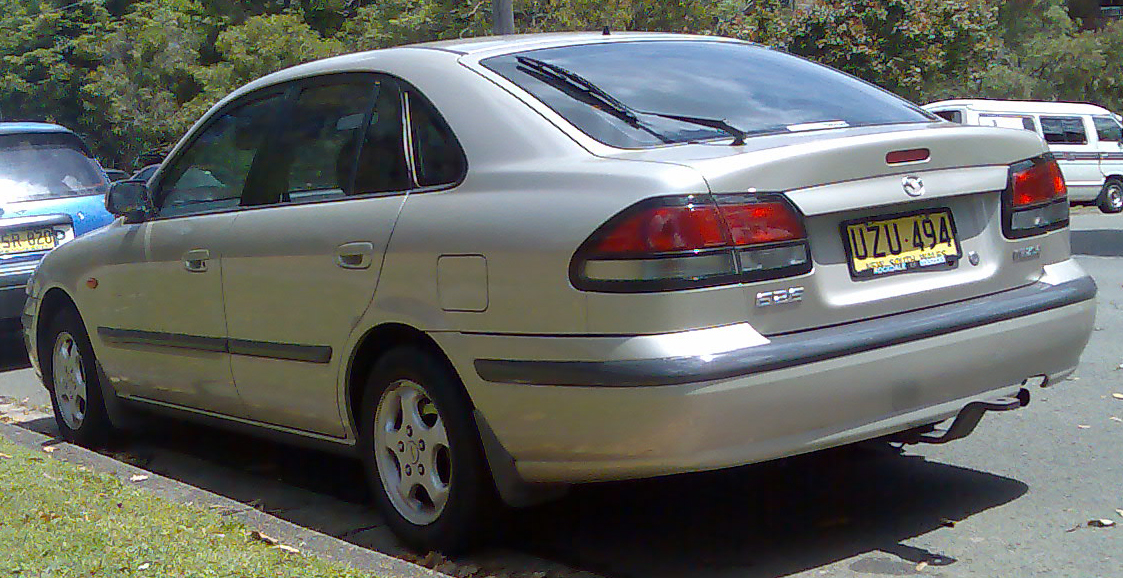
Mazda 626 Schrägheck (1997–1999)
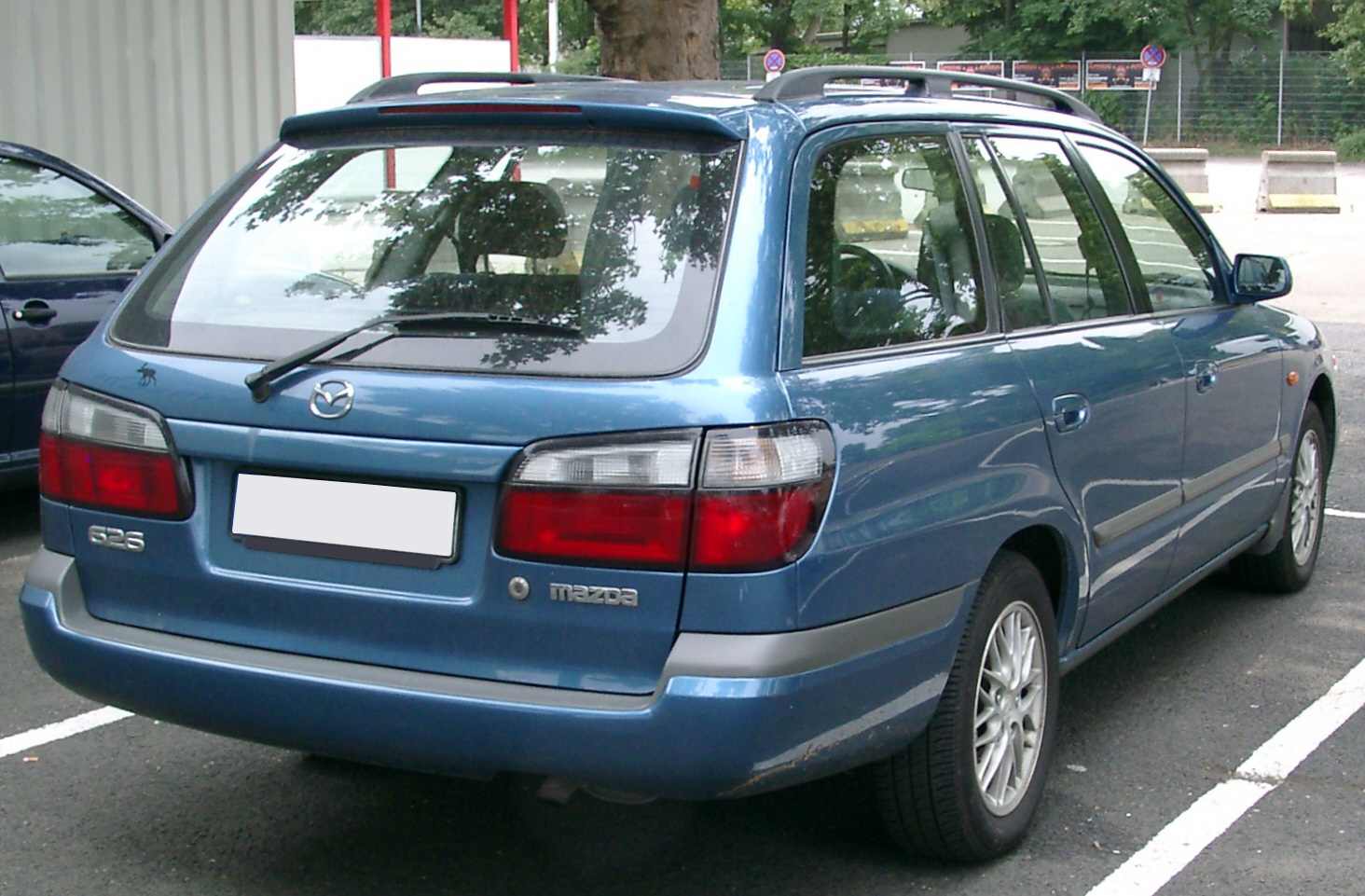
Mazda 626 Kombi (1998–2000)

Im Dezember 1999 erfolgte ein Facelift für die Schräg- und Stufenhecklimousine, das im Februar 2000 auch beim Kombi durchgeführt wurde. Diese Ausführungen unterscheiden sich von der Erstversion vor allem durch ein neues Außendesign und einen nochmals optimierten Innenraum.
Die Stufen- und Schräghecklimousine sowie die Kombiversionen sind in drei Ausstattungen und mit unterschiedlicher Motorisierung zu erhalten. Die drei angebotenen Benzinmotoren basieren auf Vierzylinder-Triebwerken mit Mehrventiltechnik, wobei der Basismotor einen Hubraum von 1,9 l und eine maximale Motorleistung von 66 kW (90 PS), später 74 kW (101 PS) aufweist. Die beiden anderen Motoren verfügen über 2 l mit 85 kW (115 PS) oder 100 kW (136 PS).
Statt der Ausstattungsvarianten (LX, GLX, GT) wurden nun Ausstattungslinien angeboten. Diese Ausstattungslinien wurden als Comfort, Spirit, Exclusive und Sportive bezeichnet. In der Ausstattungslinie Sportive wurde ausschließlich der 2,0-Liter-Motor mit 100 kW (136 PS) angeboten.

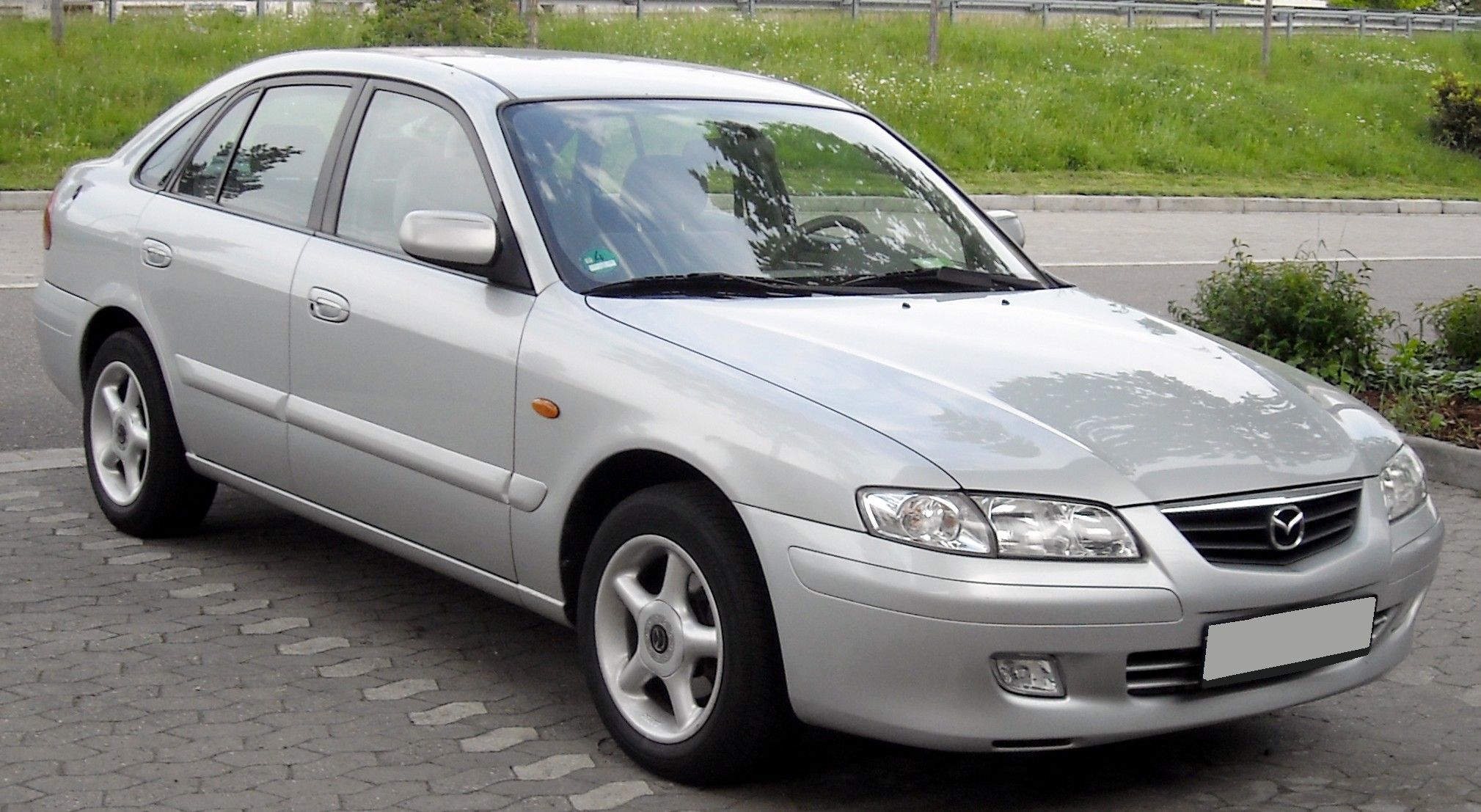
Mazda 626 Schrägheck (1999–2002)
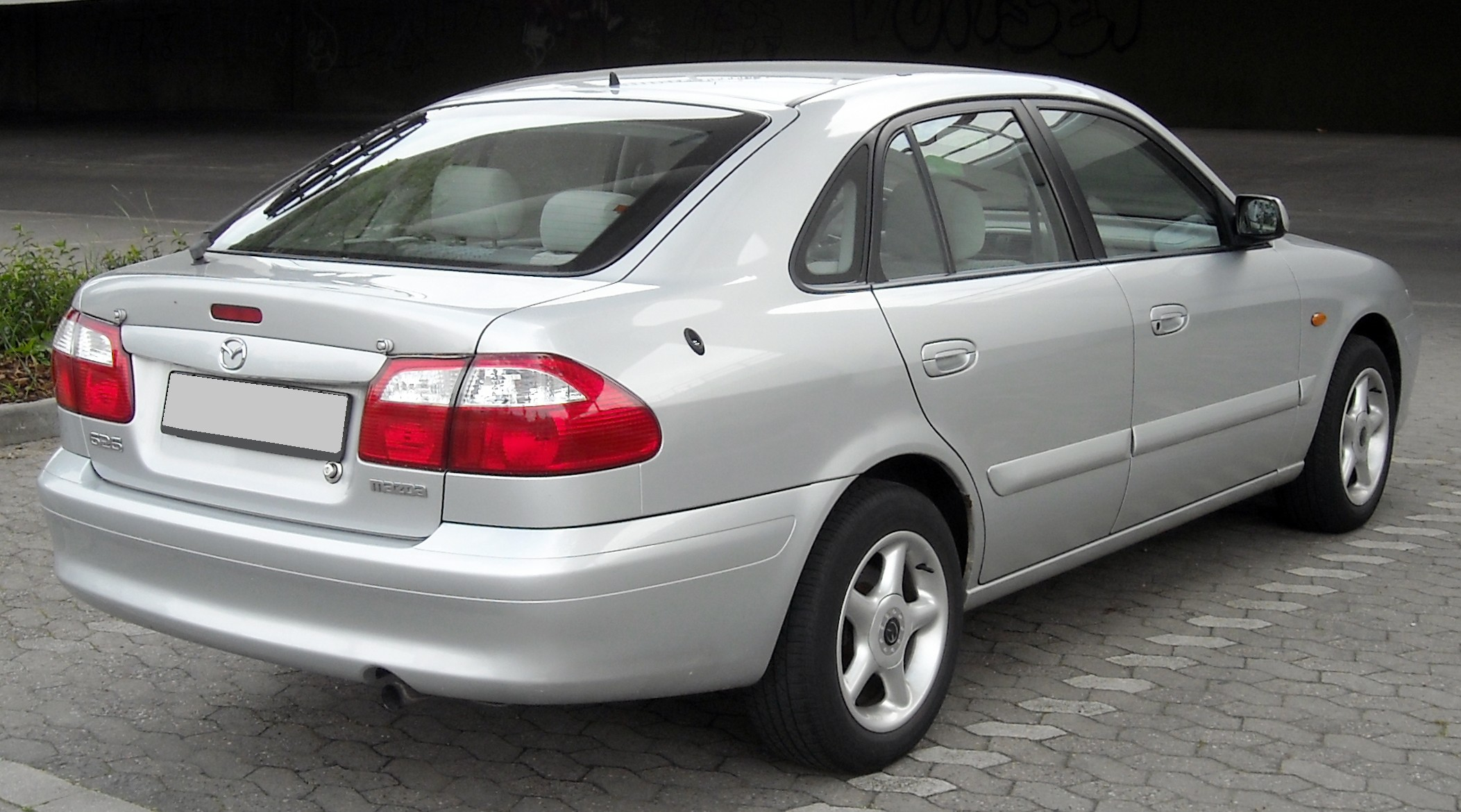
Heckansicht
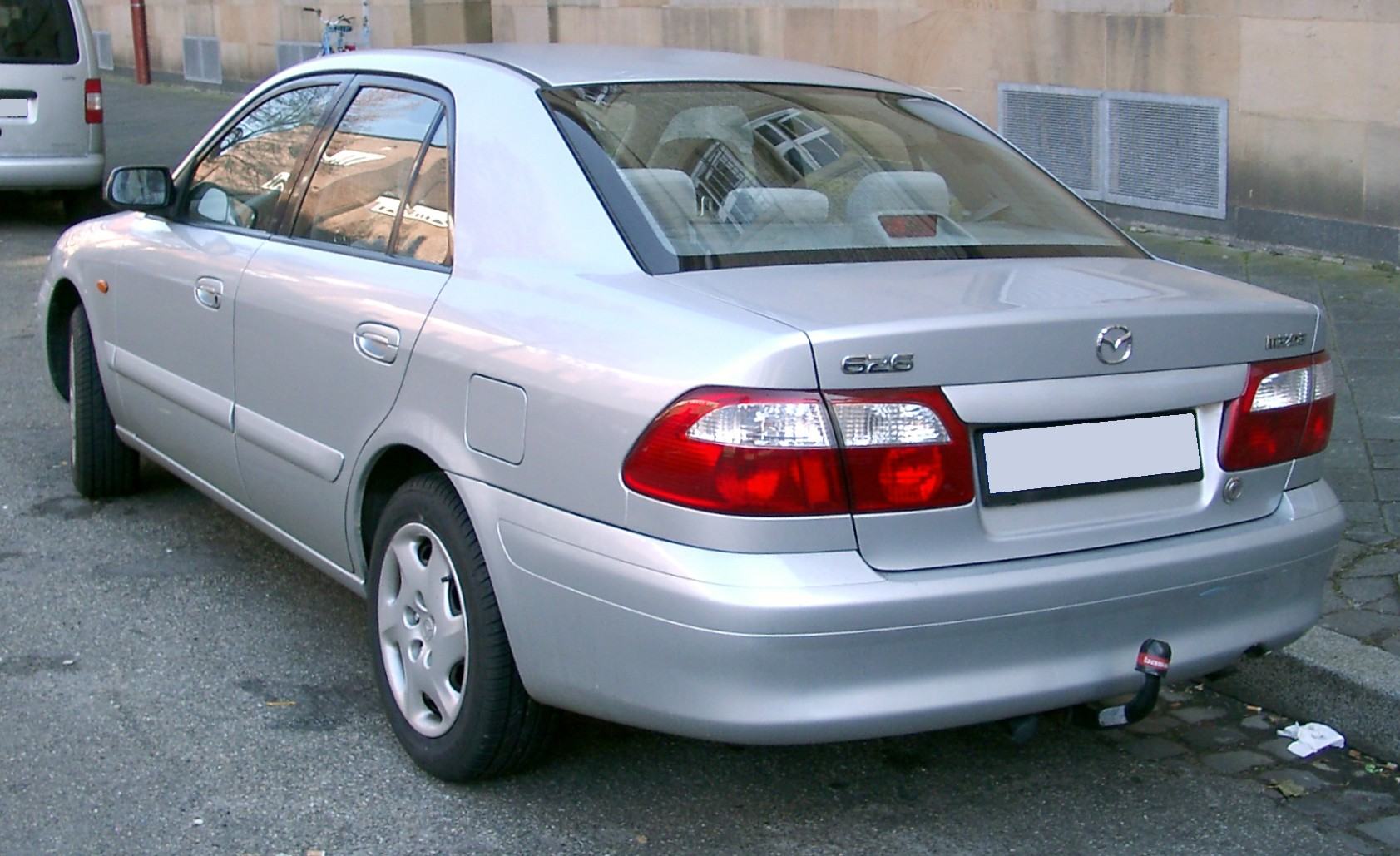
Mazda 626 Stufenheck (1999–2002)

Die in Nordamerika verkauften Modelle unterschieden sich bei dieser Generation deutlich von den in Europa verkauften Versionen. Ein Schrägheck war hier nicht verfügbar.

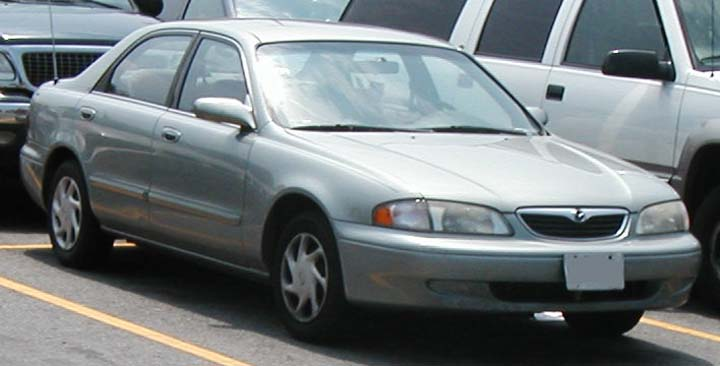
Mazda 626 (1998-1999), Nordamerika
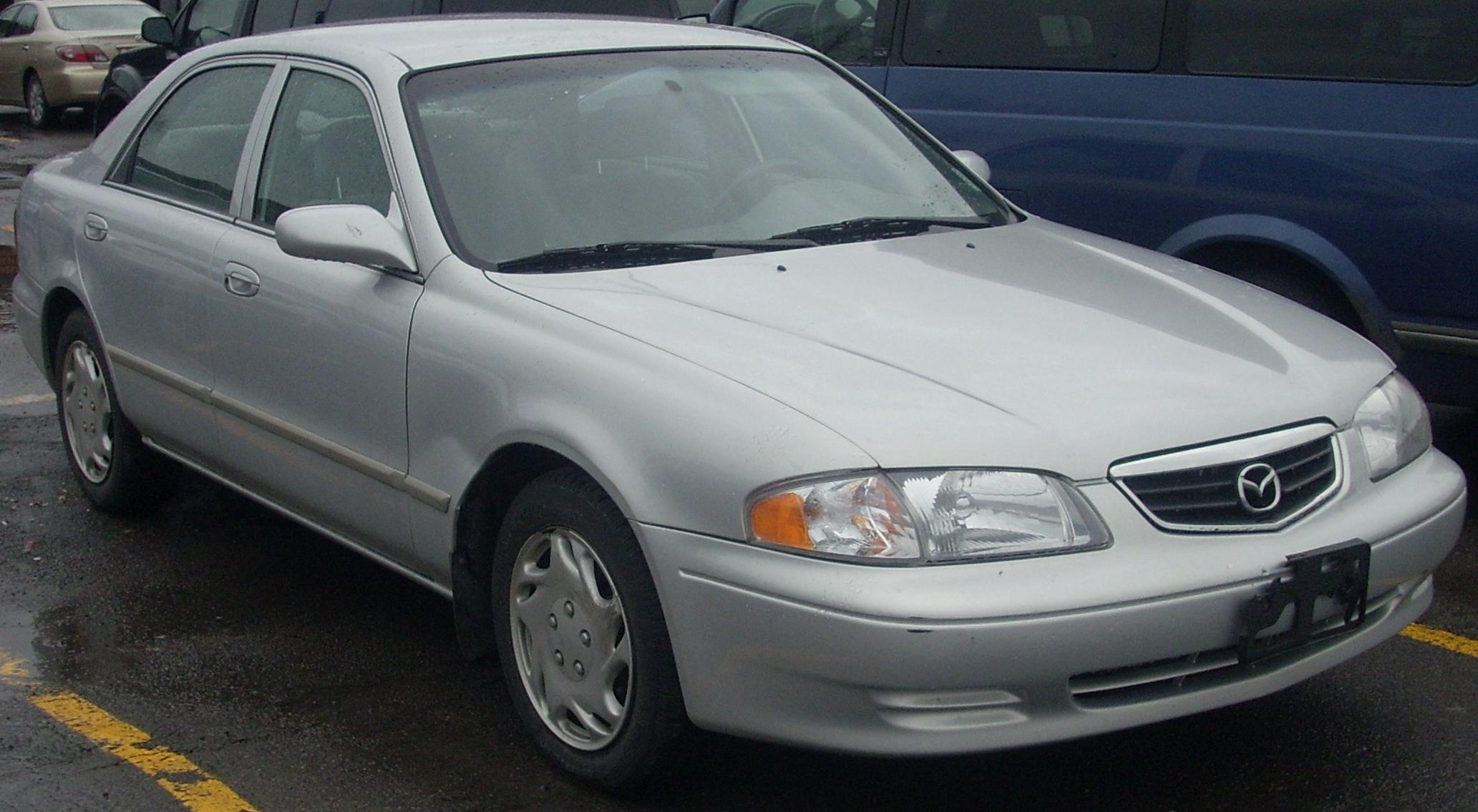
Mazda 626 (2000-2002)
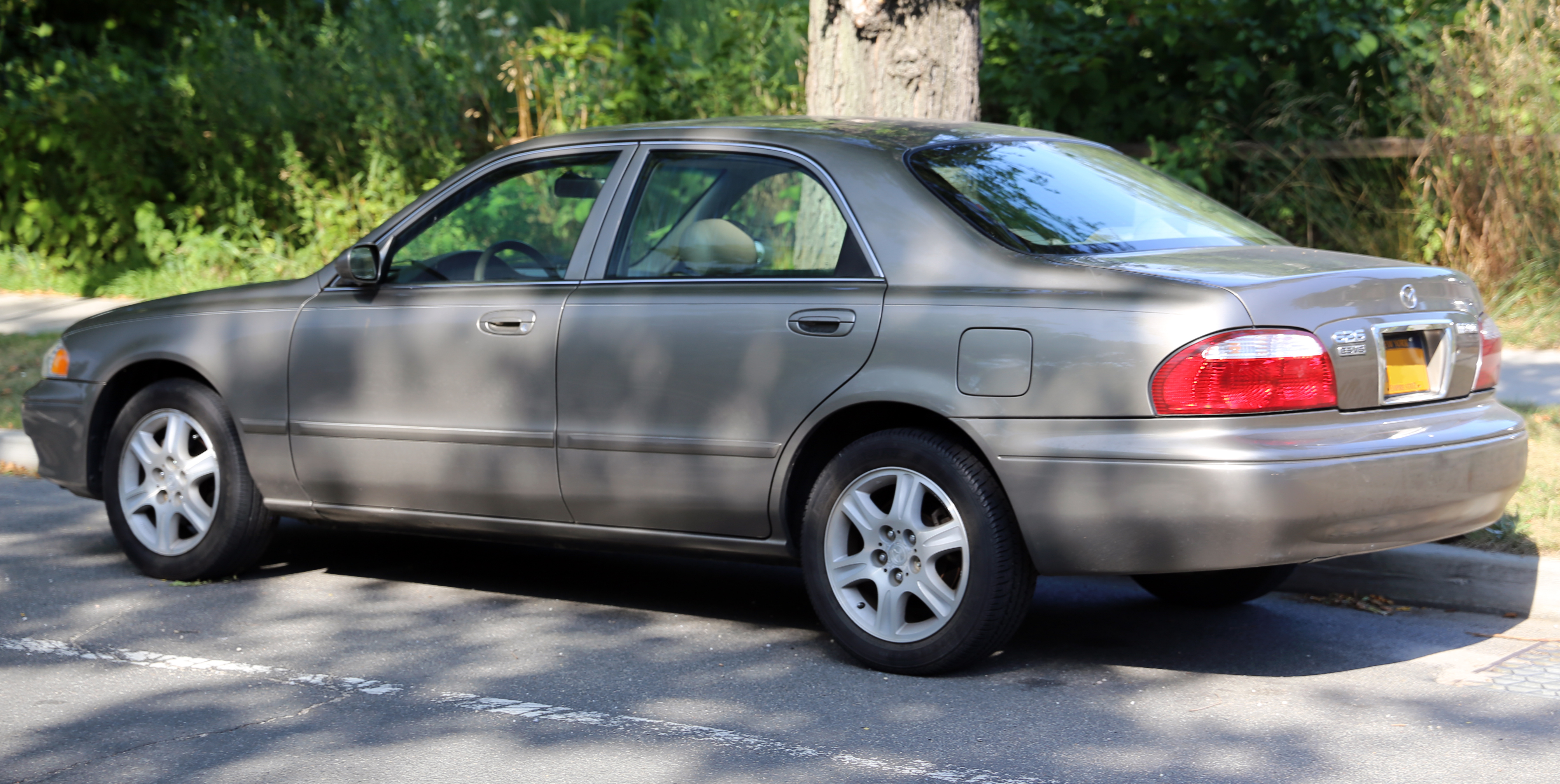
Heckansicht

### Technische Daten
|                             | 1.9                        | 1.9                   | 2.0                        | 2.0 HP                     | 2.5                        | 2.0 DITD                   | 2.0 DITD                   |
| Bauzeitraum                 | 04.1997–12.1999            | 12.1999–08.2002       | 04.1997–08.2002            | 04.1997–08.2002            | 04.1997–08.2002            | 04.1998–10.2000            | 10.2000–08.2002            |
| Motorkenndaten              |                            |                       |                            |                            |                            |                            |                            |
| Motortyp                    | R4-Ottomotor               | R4-Ottomotor          | R4-Ottomotor               | R4-Ottomotor               | V6-Ottomotor               | R4-Dieselmotor             | R4-Dieselmotor             |
| Anzahl Ventile pro Zylinder | 4                          | 4                     | 4                          | 4                          | 4                          | 4                          | 4                          |
| Ventilsteuerung             | DOHC, Zahnriemen           | DOHC, Zahnriemen      | DOHC, Zahnriemen           | DOHC, Zahnriemen           | DOHC, Zahnräder/Zahnriemen | DOHC, Zahnriemen           | DOHC, Zahnriemen           |
| Gemischaufbereitung         | Saugrohreinspritzung       | Saugrohreinspritzung  | Saugrohreinspritzung       | Saugrohreinspritzung       | Saugrohreinspritzung       | Direkteinspritzung         | Direkteinspritzung         |
| Motoraufladung              | –                          | –                     | –                          | –                          | –                          | Turbolader, Ladeluftkühler | Turbolader, Ladeluftkühler |
| Kühlung                     | Wasserkühlung              | Wasserkühlung         | Wasserkühlung              | Wasserkühlung              | Wasserkühlung              | Wasserkühlung              | Wasserkühlung              |
| Bohrung × Hub               | 83,0 mm × 85,0 mm          | 83,0 mm × 85,0 mm     | 83,0 mm × 92,0 mm          | 83,0 mm × 92,0 mm          | 84,5 mm × 74,2 mm          | 86,0 mm × 86,0 mm          | 86,0 mm × 86,0 mm          |
| Hubraum                     | 1840 cm³                   | 1840 cm³              | 1991 cm³                   | 1991 cm³                   | 2497 cm³                   | 1998 cm³                   | 1998 cm³                   |
| Verdichtungsverhältnis      | 9,6:1                      | 9,7:1                 | 9,7:1                      | 9,7:1                      | 10,0:1                     | 18,8:1                     | 18,8:1                     |
| max. Leistung bei 1/min     | 66 kW (90 PS) /5000        | 74 kW (101 PS) /5500  | 85 kW (115 PS) /6000       | 100 kW (136 PS) /5800      | 147 kW (200 PS) /6500      | 74 kW (101 PS) /4000       | 81 kW (110 PS) /4000       |
| max. Drehmoment bei 1/min   | 147 Nm /2500               | 152 Nm /4000          | 173 Nm /4500               | 181 Nm /4500               | 224 Nm /4800               | 220 Nm /1800               | 230 Nm /1800               |
| Kraftübertragung            |                            |                       |                            |                            |                            |                            |                            |
| Antrieb                     | Vorderradantrieb           | Vorderradantrieb      | Vorderradantrieb           | Vorderradantrieb           | Allradantrieb              | Vorderradantrieb           | Vorderradantrieb           |
| Getriebe, serienmäßig       | 5-Gang-Schaltgetriebe      | 5-Gang-Schaltgetriebe | 5-Gang-Schaltgetriebe      | 5-Gang-Schaltgetriebe      | 4-Stufen-Automatikgetriebe | 5-Gang-Schaltgetriebe      | 5-Gang-Schaltgetriebe      |
| Getriebe, optional          | 4-Stufen-Automatikgetriebe | –                     | 4-Stufen-Automatikgetriebe | 4-Stufen-Automatikgetriebe | –                          | –                          | –                          |
| Messwerte (Limousine)       |                            |                       |                            |                            |                            |                            |                            |
| Höchstgeschwindigkeit       | 180 km/h                   | 182 km/h              | 198 km/h (185 km/h)        | 208 km/h (195 km/h)        | (220 km/h)                 | 185 km/h                   | 191 km/h                   |
| Beschleunigung, 0–100 km/h  | 12,6 s                     | 11,8 s                | 9,9 s (12,0 s)             | 9,6 s                      | k. A.                      | 11,5 s                     | 11,0 s                     |
| Messwerte (Kombi)           |                            |                       |                            |                            |                            |                            |                            |
| Höchstgeschwindigkeit       | 178 km/h                   | 180 km/h              | 192 km/h (179 km/h)        | 202 km/h (189 km/h)        | k. A.                      | 175 km/h                   | 185 km/h                   |
| Beschleunigung, 0–100 km/h  | 12,9 s                     | 12,0 s                | 10,6 s (12,1 s)            | 10,5 s                     | k. A.                      | 13,5 s                     | 12,0 s                     |

1. 1 2  Werte in runden Klammern („( )“) für Automatikgetriebe.

- Die Verfügbarkeit der Motoren war von Modell, Ausstattung und Markt abhängig.

## Schwachstellen
- Die Rostvorsorge ist teilweise unzureichend. Häufig sind Korrosionserscheinungen an den Falzen der Motorhaube, den hinteren Federbeindomen und den hinteren Radläufen feststellbar.

## Produktionsende
Am 30. August 2002 rollte der letzte Mazda 626 vom Band. Das Nachfolgemodell trägt seitdem die Bezeichnung Mazda6.